# Formel 1

Früheres Logo bis 2017

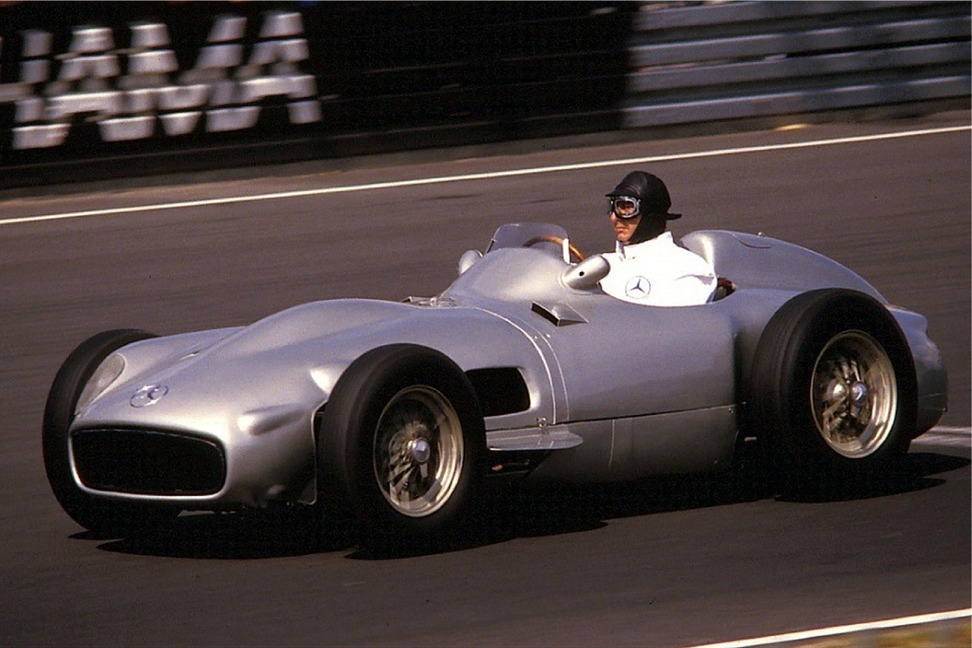
Der Mercedes-Benz W196, mit dem Juan Manuel Fangio die Titel 1954 und 1955 gewann

Die Formel 1 (oft auch mit F1 abgekürzt) ist eine vom Automobil-Dachverband Fédération Internationale de l’Automobile (FIA) autorisierte Formelserie. Die beteiligten Rennställe konstruieren Autos, die den in den Formel-1-Regeln festgelegten technischen Vorgaben entsprechen müssen. In der Formel-1-Weltmeisterschaft treten diese Rennwagen in bis zu 24 Grand-Prix-Läufen (Stand 2024; deutsch Große Preise) pro Jahr an. Am Ende der Saison wird der Fahrer mit den meisten Punkten Fahrerweltmeister und der Hersteller mit den meisten Punkten wird Konstrukteursweltmeister.
Die Formel 1 ist die höchstrangige von der FIA veranstaltete Rennserie des Formelsports. Sie wird als Königsklasse des Automobilsports bezeichnet, da sie den Anspruch erhebt, die höchsten technischen, fahrerischen, aber auch finanziellen Anforderungen aller Rennserien an Fahrer und Konstrukteure zu stellen. Sie ist damit direkte Nachfolgerin der früheren Internationalen Grand-Prix-Formel (französisch: Formule Internationale), die ab 1948 (mit der Einführung der neuen Formel 2) in die Formel 1 überging. 1950 wurde dann die Automobil-Weltmeisterschaft, zunächst nur für Fahrer, ab 1958 auch für die Konstrukteure, als übergreifende Wertung der pro Saison ausgetragenen Einzelrennen eingeführt. Bis zur Saison 1959 wurden dazu auch regelmäßig noch Rennen mit einbezogen, die nicht nach Formel-1-Reglement ausgetragen wurden. Nach einer grundlegenden Umordnung der Organisationsstruktur wird die Weltmeisterschaft seit 1981 nun unter der neuen offiziellen Bezeichnung FIA Formula One World Championship fortgeführt.

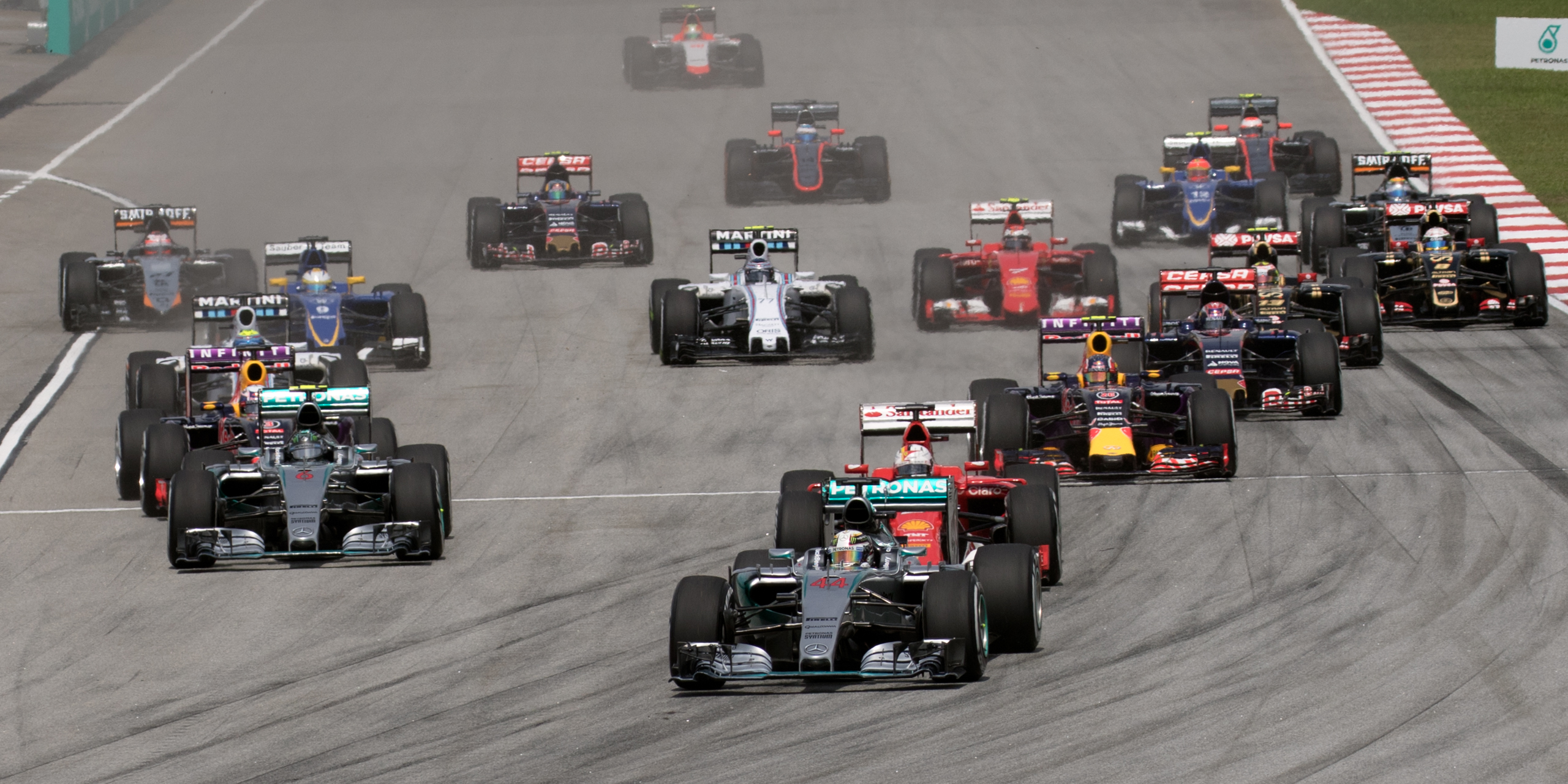
Rennszene aus dem Großen Preis von Malaysia 2015

## Weltmeisterschaft

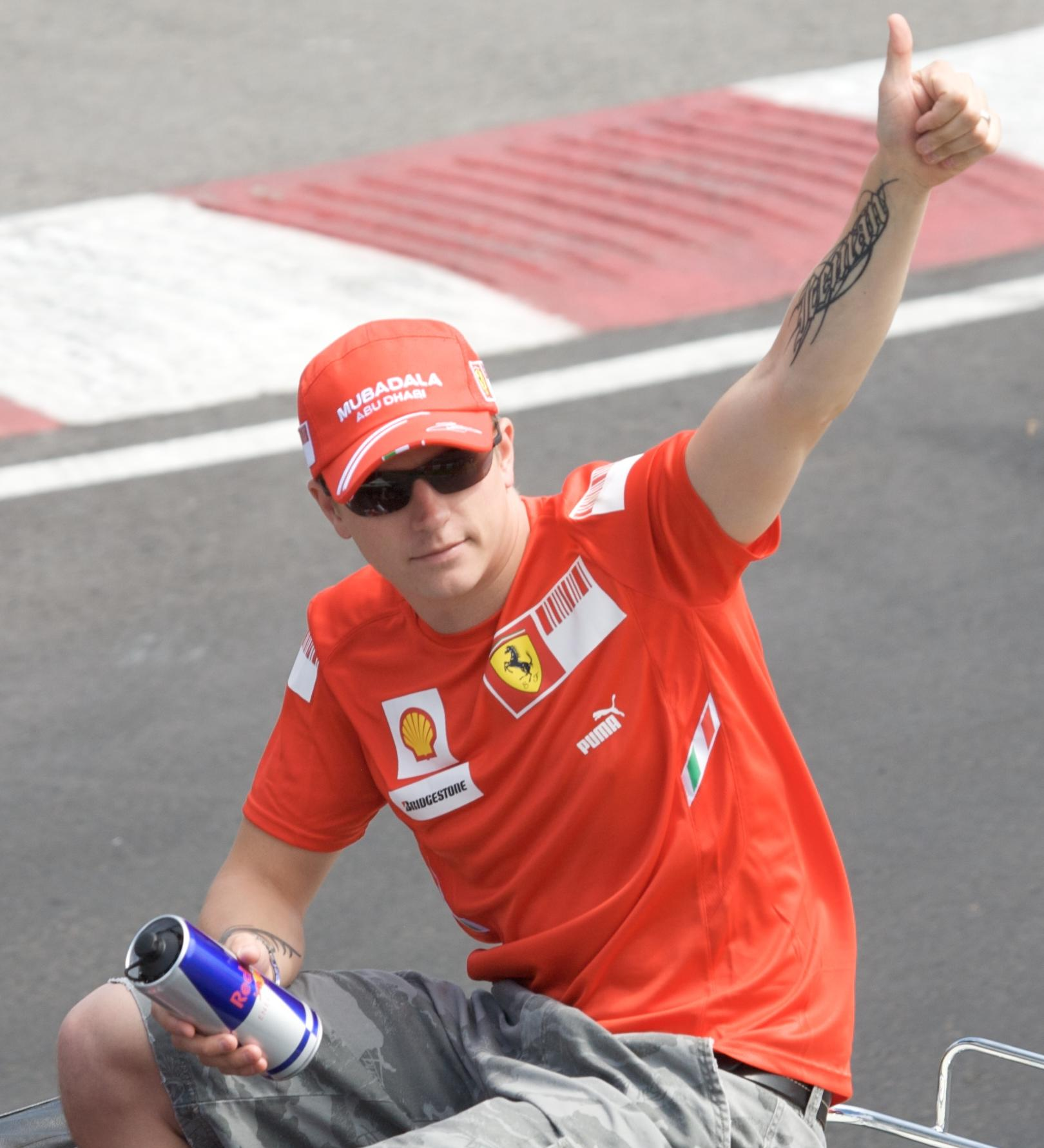
Kimi Räikkönen, Weltmeister von 2007, bei der Drivers’ parade zum Großen Preis von Kanada 2008

Die Formel-1-Weltmeisterschaft (bis 1980 Automobil-Weltmeisterschaft) wird seit 1950 jährlich ausgetragen und besteht derzeit aus 24 Einzelrennen (Saison 2025), die jeweils die Bezeichnung Grand Prix im Titel führen. Bereits seit 1925 wurde eine Automobil-Weltmeisterschaft für einige Jahre ausgetragen, allerdings ohne Fahrerwertung und mit anderen technischen Regularien.
An der Weltmeisterschaft nehmen Rennställe teil, die aktuell jeweils zwei typgleiche Rennwagen und damit zwei Fahrer einsetzen müssen. In der Regel bestreiten die Fahrer eine gesamte Saison ausschließlich für ein Team. Fahrerwechsel innerhalb der Saison sind zwar möglich, finden jedoch eher selten statt – meist dann, wenn ein Stammfahrer verletzt ausfällt. Voraussetzung für die Teilnahme eines Fahrers bei einem Formel-1-Rennen ist die von der FIA vergebene Superlizenz.
Die einzelnen Rennergebnisse werden anhand eines Punktesystems gewertet, das aktuell seit 2010 für die ersten zehn platzierten Fahrer eines Rennens reguläre Punkte und von 2019 - 2024  einen Zusatzpunkt für die schnellste Rennrunde eines Fahrers, wenn er sich unter den ersten zehn Platzierten befindet (siehe hierzu Punktesystem). Seit der ersten Saison wird der Weltmeistertitel an den Fahrer vergeben, der in der Summe aller gewerteten Rennen am Saisonende die höchste Punktezahl erreicht. Zusätzlich dazu wird seit der Saison 1958 neben dem Fahrerweltmeister auch ein Team als Konstrukteursweltmeister ausgezeichnet. Diese Wertung berechnet sich durch die Addition der von den jeweiligen Fahrern eines Teams erzielten Punkte.
Fahrer- und Konstrukteursweltmeisterschaft werden parallel ermittelt, in der Vergangenheit wurden aber teilweise auch Rennen mit anderen Fahrzeugen (Formel 2, Champ Car) gewertet. Zudem waren nicht immer alle Rennen mit F1-Fahrzeugen automatisch WM-Läufe. So gab es beispielsweise noch bis Anfang der 1980er-Jahre zahlreiche Rennen in Goodwood, Oulton Park oder der Stuttgarter Solitude, bei denen keine WM-Punkte, sondern lediglich Antritts- und Preisgelder vergeben wurden.
Der aktuell amtierende Fahrerweltmeister der Saison 2024 ist der Niederländer Max Verstappen von Red Bull Racing. Die Saison 2025 hat am 16. März in Australien begonnen.
Eine Übersicht von Rekorden und Statistiken bietet die Formel-1-Statistik.

## Grand Prix

### Länderbezug
Jede Saison besteht aus mehreren Einzelrennen, die als Grand Prix oder Großer Preis bezeichnet werden. Ein Großer Preis wird dabei in der Regel nach dem Land benannt, von dessen nationalen Automobilclub er ausgerichtet wird, beispielsweise als Großer Preis von Deutschland durch den Automobilclub von Deutschland (AvD). Jeder Nation steht dabei in der Regel maximal ein solches Rennen pro Saison zu. Sollen in einem Jahr zwei Formel-1-Veranstaltungen in einem Land ausgetragen werden, wird für den zweiten Grand Prix üblicherweise ein anderer Name gewählt. Dafür wurden in der Vergangenheit etwa Namen von Regionen herangezogen, Beispiele sind der Große Preis von Europa, der bereits auf Rennstrecken in Großbritannien, Spanien, Deutschland und Aserbaidschan ausgetragen wurde, der Große Preis von Pescara von 1957, die Großen Preise der Emilia-Romagna in Imola, der Steiermark in Spielberg und der Eifel am Nürburgring im Jahr 2020, sowie der Große Preis des Pazifiks, der Mitte der 1990er-Jahre in Japan ausgetragen wurde. Ebenso kommt es wiederholt vor, dass Rennen auch in Nachbarländern stattfinden, wie etwa der Große Preis von Luxemburg, der zweimal auf dem Nürburgring in Deutschland ausgerichtet wurde, oder der auf der italienischen Rennstrecke in Imola von 1981 bis 2006 ausgetragene Große Preis von San Marino.
Seit 1950 wurden 35 unterschiedlich benannte Große Preise in 25 Ländern auf 68 Formel-1-Rennstrecken veranstaltet. Die meisten Großen Preise finden in Europa statt, aber auch in Nord- und Südamerika, Australien und zunehmend auch in Asien werden regelmäßig Formel-1-Rennen ausgetragen. In Afrika fanden bis zur Saison 1993 einige Male der Große Preis von Südafrika und einmal der Große Preis von Marokko als WM-Läufe statt.
In den ersten Jahren bestand eine Formel-1-Weltmeisterschaft aus weniger als zehn Einzelrennen. Von 1958 bis 1972 wurden jeweils neun bis 13 Rennen in einer Saison ausgetragen. Seit 1973 gibt es mindestens 14 und maximal 21 Rennen pro Saison. Die Höchstzahl von 22 veranstalteten Saisonrennen wurden bisher seit der Saison 2021 erreicht.
Nur zwei Große Preise wurden lückenlos in jeder Saison ausgetragen: der Große Preis von Großbritannien und der Große Preis von Italien. Die meisten Formel-1-Rennen in einer WM-Saison in einem Land fanden 1982 in den USA mit je einem Rennen in Detroit, Long Beach und Las Vegas statt. Durch die Neuauflage des Großen Preises von Las Vegas ab der Saison 2023 werden erneut 3 Rennen in einer Saison in den USA veranstaltet. Der jüngste Grand Prix ist der erstmals 2022 veranstaltete Große Preis von Miami. Neben dem 2008 zum ersten Mal veranstalteten Großen Preis von Singapur ist der Großen Preis von Abu Dhabi das zweite Nachtrennen der Formel 1, jedoch mit der Besonderheit, dass noch bei Tageslicht gestartet wird. Seit 2014 wird zudem beim Großen Preis von Bahrain unter Flutlicht gefahren.
Die Einzelrennen werden von lokalen Organisationen veranstaltet und verfügen teils über eine längere Geschichte als die Formel-1-Weltmeisterschaft. Für die Abhaltung eines offiziell zur WM zählenden Grand Prix schließen die Organisatoren einen Vertrag mit der Formula One Management Ltd. (FOM) ab. Mehrere der Organisatoren sind in der Interessensvertretung Formula One Promoters’ Association (Fopa) organisiert.

### Anzahl der offiziell zur WM zählenden Grands Prix
In der folgenden Tabelle ist aufgelistet, wie viele Grands Prix in der Saison offiziell zur Fahrer- beziehungsweise Konstrukteursmeisterschaft zählten. In diesen Grands Prix wurden Meisterschaftspunkte vergeben. Darüber hinaus gab es einige Grands Prix, die nicht zur Meisterschaft zählten. Diese sind hier nicht enthalten.
| Saison      | 0                    | 1                    | 2                    | 3                    | 4                    | 5                    | 6                    | 7                    | 8                    | 9                    | Summe   |
| ----------- | -------------------- | -------------------- | -------------------- | -------------------- | -------------------- | -------------------- | -------------------- | -------------------- | -------------------- | -------------------- | ------- |
| 1950er      | 7                    | 8                    | 8                    | 9                    | 9                    | 7                    | 8                    | 8                    | 11                   | 9                    | 84 GP   |
| 1960er      | 10                   | 8                    | 9                    | 10                   | 10                   | 10                   | 9                    | 11                   | 12                   | 11                   | 100 GP  |
| 1970er      | 13                   | 11                   | 12                   | 15                   | 15                   | 14                   | 16                   | 17                   | 16                   | 15                   | 144 GP  |
| 1980er      | 14                   | 15                   | 16                   | 15                   | 16                   | 16                   | 16                   | 16                   | 16                   | 16                   | 156 GP  |
| 1990er      | 16                   | 16                   | 16                   | 16                   | 16                   | 17                   | 16                   | 17                   | 16                   | 16                   | 162 GP  |
| 2000er      | 17                   | 17                   | 17                   | 16                   | 18                   | 19                   | 18                   | 17                   | 18                   | 17                   | 174 GP  |
| 2010er      | 19                   | 19                   | 20                   | 19                   | 19                   | 19                   | 21                   | 20                   | 21                   | 21                   | 198 GP  |
| 2020er      | 17                   | 22                   | 22                   | 23                   | 24                   | 24                   |                      |                      |                      |                      | 132 GP  |
| Gesamtsumme | Stand: 15. Juli 2025 | Stand: 15. Juli 2025 | Stand: 15. Juli 2025 | Stand: 15. Juli 2025 | Stand: 15. Juli 2025 | Stand: 15. Juli 2025 | Stand: 15. Juli 2025 | Stand: 15. Juli 2025 | Stand: 15. Juli 2025 | Stand: 15. Juli 2025 | 1150 GP |

## Rennen ohne Weltmeisterschaftsstatus
Bis in die 1970er-Jahre hinein gab es neben den Rennen mit Weltmeisterschaftsstatus regelmäßig Rennen, die nach dem Formel-1-Reglement abgehalten wurden, die aber keine Wertungsläufe zur jeweiligen Formel-1-Weltmeisterschaft waren (sog. Non Championship Races). Beispiele für Formel-1-Rennen ohne Weltmeisterschaftsstatus waren in Deutschland der Große Preis der Solitude (1961 bis 1964), in Großbritannien das Race of Champions und in Südeuropa der Gran Premio di Siracusa. Auch die Rennen der Südafrikanischen Formel-1-Meisterschaft hatten ganz überwiegend keinen Weltmeisterschaftsstatus. Solche Rennen boten einerseits auch weniger konkurrenzfähigen Fahrern und Rennställen Startmöglichkeiten – und damit nicht zuletzt auch Einnahmequellen – andererseits konnten auch die Spitzenteams und -fahrer diese Gelegenheiten nutzen, ihr Material und ihr Können zu testen. Die zunehmende Professionalisierung, die stetige Verdichtung der Renntermine und nicht zuletzt die Umwandlung der Formel 1 in eine geschlossene Rennserie, in der nur noch eingeschriebene Teams mit jeweils selbst konstruierten Rennwagen zugelassen sind, führten schließlich dazu, dass diese Art Rennen zu Beginn der 1980er Jahre vollständig aus dem Kalender verschwand.

## Ablauf eines Rennwochenendes
Ein Grand Prix beginnt am Freitag mit zwei freien Trainingseinheiten.
Der Samstag beginnt mit dem dritten Freien Training, das eine Stunde dauert, mindestens zwei Stunden später beginnt das Qualifying, ebenfalls von einer Stunde Dauer. Im Qualifying werden die Startplätze für das Rennen am Sonntag ausgefahren. Der Modus wurde seit der Saison 2003 bereits mehrfach geändert. Aktuell  entscheidet ein dreiteiliges Ausscheidungsrennen über die Startplätze (vgl. aktuelles Reglement). Während und nach dem Qualifying dürfen keine technischen Veränderungen mehr vorgenommen werden. Nach dem Qualifying folgt eine Pressekonferenz, an der die drei bestplatzierten Fahrer teilnehmen müssen.
Das Rennen beginnt mit einer Einführungsrunde, zu der sich die Fahrer im Starterfeld bereits in der Reihenfolge der Qualifying-Ergebnisse aufstellen. Nach der Einführungsrunde halten die Fahrzeuge wieder in ihrer Startbox auf der Start-und-Ziel-Geraden für den stehenden Rennstart an. Die Startfreigabe erfolgt durch eine über dem Starterfeld angebrachte, aus fünf Ampeln bestehende Signalanlage. Dabei werden die fünf Rotlichter nacheinander aktiviert. Nach dem Erlöschen aller fünf Lichter ist der Start freigegeben.

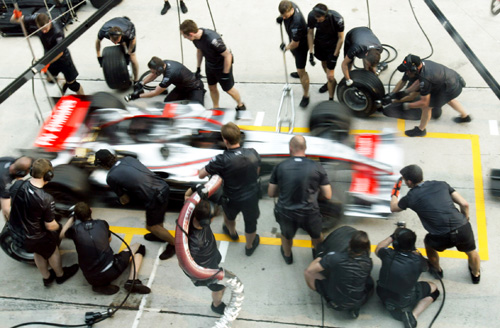
Boxenstopp von McLaren beim Malaysia-GP 2006

Während des Rennens können die Fahrer seit 2010 nicht mehr nachtanken; nur für Reifenwechsel und kleine Reparaturarbeiten werden Boxenstopps eingelegt. Dabei kann die Wahl des richtigen Zeitpunktes entscheidend für den Erfolg des Fahrers sein, da sowohl der Zustand der Reifen als auch das durch die Benzinmenge beeinflusste Gewicht des Fahrzeugs großen Einfluss auf die möglichen Rundenzeiten haben. Bei Regenrennen ist außerdem zu planen, wann auf welchen Reifentyp gewechselt wird. An einem regulären Boxenstopp sind 18 Teammitglieder (Mechaniker) beteiligt: zwei Mechaniker zum Aufbocken des Fahrzeugs, jeweils drei Mechaniker pro Reifen zum Reifenwechseln sowie jeweils ein Mechaniker zum Säubern des Visiers und zum Signalisieren des Endes des Boxenstopps. Ebenfalls werden zwei Mechaniker gebraucht, um die Kühlereinlässe von Fliegen, Staub und Sonstigem zu reinigen, da der Kühler sonst keine optimale Wirkung erzeugen kann, was mit einem Motorschaden enden kann. Vor 2010 waren zudem noch zwei Mechaniker zum Betanken beteiligt.
In Gefahrensituationen, zum Beispiel bei sehr starkem Regen oder wenn nach einem Unfall ein defektes Fahrzeug bzw. Teile davon die übrigen Rennfahrer gefährden können, entscheidet die Rennleitung über eine Safety-Car-Phase. Dabei setzt sich das Safety Car vor das führende Fahrzeug und regelt damit das Tempo auf eine sichere Geschwindigkeit herunter. Während der Safety-Car-Phase darf nicht überholt werden. Die hier gefahrenen Runden werden genauso wie andere Rennrunden gewertet, d. h. führt ein Rennen über 50 Runden und werden dabei fünf Runden im Safety Car abgehalten, so können lediglich 45 Runden in Renngeschwindigkeit gefahren werden. Das Safety Car wird seit der Saison 2000 vom deutschen Rennfahrer Bernd Mayländer gefahren. Wenn ein Rennen nach zwei Stunden noch nicht beendet ist, folgt ein Rennabbruch. Sollte jedoch im Laufe der zwei Stunden das Rennen durch eine Rote Flagge unterbrochen werden, steigt das Limit auf drei Stunden. Wenn 75 Prozent oder mehr des Rennens absolviert wurden, wird die volle Punktzahl vergeben, wenn der Führende mindestens zwei Runden absolviert hat, wird die halbe Punktzahl vergeben. Legt er weniger als zwei Runden zurück, geht das Rennen nicht in die Wertung ein. Ein Rennabbruch kann auch wegen zu starken Regens (wie am Nürburgring 2007) erfolgen.

### Sprintrennen und Sprint-Wochenende
Seit der Formel-1-Saison 2021 gibt es eine weitere Form von Formel-1-Wochenenden. Bei diesen gibt es zu dem Hauptrennen am Sonntag ein weiteres, kürzeres Rennen am Samstag, das etwa 100 km lang ist. Die Startaufstellung für das Rennen am Sonntag wurde bis 2022 durch das Ergebnis des Sprintrennens festgelegt. Der Ablauf dieser Wochenenden wurde dadurch verändert. Am Freitag fand neben dem ersten freien Training bis 2022 das Qualifying für den Sprint statt. Am Samstag war dann ein zweites 60-minütiges freies Training und das Sprintrennen. Der Sonntag bleibt unverändert. Die Parc-Fermé Regelungen gelten schon ab dem Start des Qualifyings (Q1). Die Vergabe von Punkten für den Sprint ist folgendermaßen: Der Sieger erhält 8 WM-Punkte, der Zweite 7, der Dritte 6 bis zum Achten, der einen Punkt erhält. Seit 2024 gibt es nur noch freitags ein 60-minütiges Freies Training und darauffolgend das Qualifying für den Sprint, nach dessen Start vorerst die Parc-Fermé-Regelungen in Kraft treten, dann am Samstag das Sprint-Rennen, nach dem die Parc-Fermé-Regelung wieder endet, dann die Qualifikation für das Rennen, nach deren Start wieder die Parc-Fermé-Regelungen gelten, und sonntags das Rennen.
2023 wurde das Sprint-Format ausgeweitet. Es gibt seither sechs Sprint-Wochenenden statt drei in den beiden Jahren zuvor. Der Ablauf des Wochenendes wurde ebenfalls geändert. Nach dem 60-minütigen Training am Freitag folgt das klassische Qualifying für das Hauptrennen am Sonntag mit seinen drei Sessions Q1, Q2 und Q3. Am Samstagvormittag wird das sogenannte Sprint-Shootout, ein weiteres verkürztes Qualifying mit drei Segmenten, ausgetragen, in dem die Startaufstellung für das Sprintrennen ermittelt wird. Am Nachmittag findet dann das Sprintrennen statt mit der gleichen Punktevergabe wie zuvor. Dieses Ergebnis steht nun für sich allein und hat, anders als 2021 und 2022, keinen Einfluss auf die Startpositionen für das Rennen am Sonntag.

## Weltmeister und Rekorde

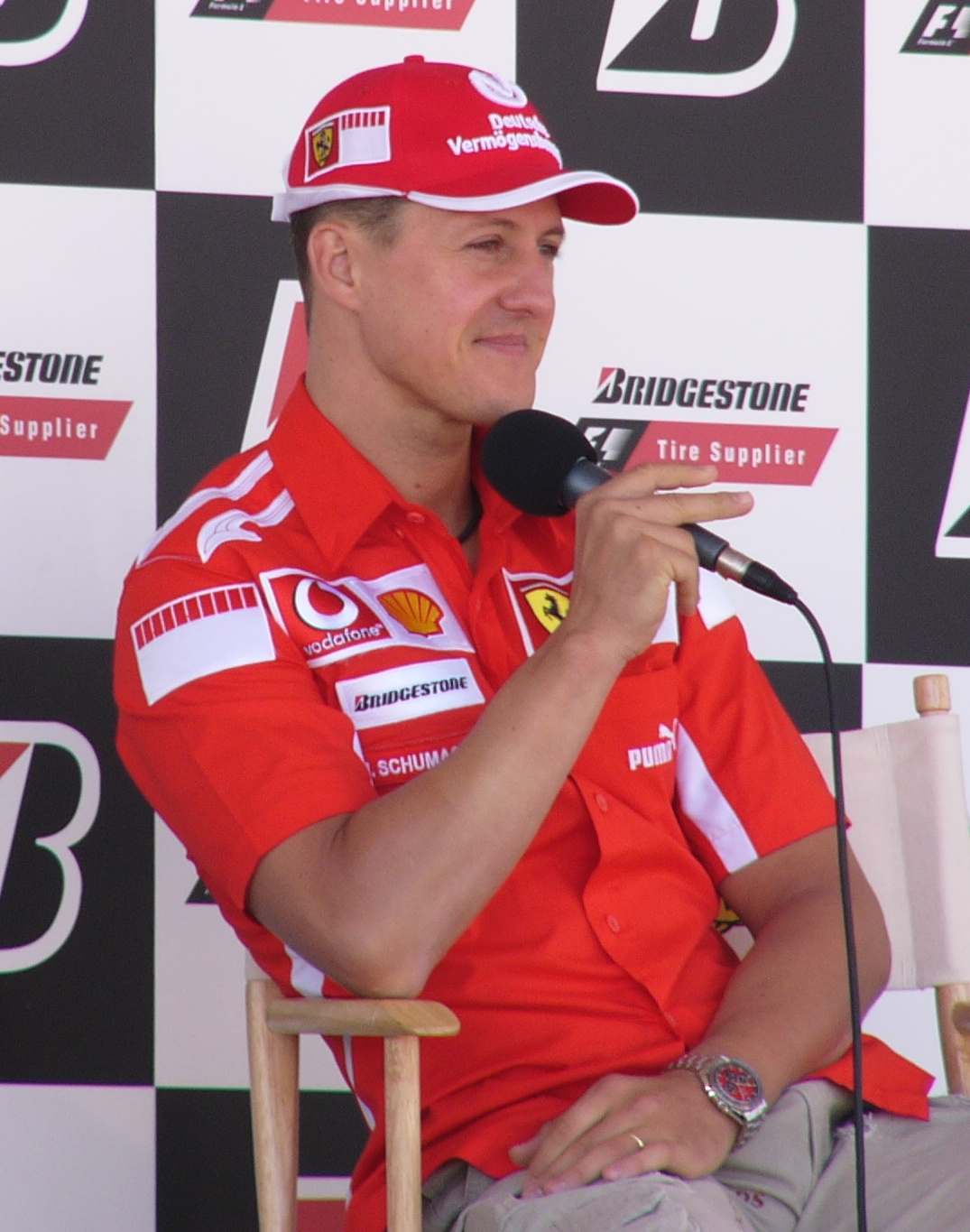
Michael Schumacher (2005)

Die beiden erfolgreichsten Fahrer in der Geschichte der Formel 1 sind Michael Schumacher und Lewis Hamilton. Beide konnten siebenmal die Fahrer-Weltmeisterschaft gewinnen. Schumacher errang bei insgesamt 307 Starts 91 Rennsiege, Hamilton bei 356 Starts 105 Rennsiege.
Mit den einzelnen Epochen der Formel 1 werden jeweils unterschiedliche Fahrer verbunden:
Die frühen Jahre der Formel-1-Geschichte wurden von den Rennfahrern Giuseppe Farina, Juan Manuel Fangio, Alberto Ascari, Stirling Moss, Mike Hawthorn, Tony Brooks und Jack Brabham dominiert. Fangio war dabei mit fünf Weltmeistertiteln und zwei Titeln als Vizeweltmeister am erfolgreichsten.
Mit Bruce McLaren, Graham Hill, Jim Clark, John Surtees, Denis Hulme, Jackie Stewart, Jochen Rindt, Jacky Ickx, Clay Regazzoni, Emerson Fittipaldi, Ronnie Peterson und einigen anderen bestimmten zahlreiche Rennfahrer das Geschehen der folgenden Jahre.
Mitte der 1970er-Jahre begann die Ära von Niki Lauda, Mario Andretti, Alan Jones, Carlos Reutemann und Gilles Villeneuve. Des Weiteren konnte Lella Lombardi als erste Pilotin in die Punkteränge fahren.
Anfang der 1980er-Jahre dominierte Nelson Piquet. Die weiteren Jahre wurden insbesondere von Alain Prost, Ayrton Senna und Nigel Mansell sowie von Gerhard Berger und Riccardo Patrese bestimmt. Nach dem Tod von Ayrton Senna zu Beginn der Saison 1994 begann die Ära von Michael Schumacher. Weitere herausragende Fahrer waren Damon Hill, David Coulthard, Jacques Villeneuve und Mika Häkkinen.
Ab Mitte der 2000er-Jahre errangen Fernando Alonso, Kimi Räikkönen, Lewis Hamilton, Jenson Button, Sebastian Vettel und Nico Rosberg die WM-Titel. Seit den späten 2010er-Jahren ist eine neue Generation ebenso junger wie talentierter Fahrer prägend für den Sport, so u. a. Charles Leclerc, George Russell, Lando Norris, Oscar Piastri und Max Verstappen, der 2021, 2022, 2023 und 2024 Weltmeister wurde.
Die Formel 1 steht allen Geschlechtern offen. In ihrer Geschichte gab es auch mehrere Frauen, die an Rennen teilnahmen: 1958 startete Maria Teresa de Filippis zu drei Rennen und von 1974 bis 1976 fuhr Lella Lombardi in der Formel 1.
Einen Überblick über die erfolgreichsten Fahrer der Formel-1-Geschichte bieten die Liste der Formel-1-Weltmeister und die Liste der Formel-1-Rennfahrer, eine Zusammenstellung sämtlicher jemals in der Formel 1 angetretenen Fahrer.
Insgesamt traten in der Formel 1 mehr als 300 verschiedene Rennställe bei offiziellen WM-Rennen an. Seit 1981 muss der Rennstall auch der Konstrukteur sein. Vorher wurden von den teilnehmenden Teams auch Fahrzeuge anderer Konstrukteure genutzt.
Neben einigen Rennställen mit nur wenigen Starts starteten 15 Rennställe bei mindestens 250 Rennen: Ferrari, McLaren, Williams, Lotus, Tyrrell, Brabham, Minardi, Ligier, Arrows, Renault, Benetton, Jordan, Red Bull, Mercedes und Sauber.
14 Rennställen gelang es bisher die Konstrukteurswertung für sich zu entscheiden. Hinzu kommt Matra als Konstrukteur im Jahr 1969, wobei Matra jedoch nicht mit dem Werksteam den Titel holte, sondern mit dem damaligen Kundenteam Tyrrell, das die Konstruktion von Matra nutzte.
Ferrari ist mit 16 gewonnenen Titeln in der Konstrukteursweltmeisterschaft das bisher erfolgreichste Formel-1-Team. Auch in der Zeit bis 1957, als noch kein Konstrukteurstitel vergeben wurde, war Ferrari sehr erfolgreich. Williams konnte sich in den 1980er- und 1990er-Jahren seine bisher insgesamt neun WM-Titel erfahren. Auch McLaren erreichte bisher neun Konstrukteurstitel; sieben Titel wurden von Lotus gewonnen. Das vergleichsweise junge Team Red Bull Racing holte bislang sechs Konstrukteursweltmeisterschaften. Mercedes konnte zwischen 2014 und 2021 achtmal in Folge die Konstrukteursweltmeisterschaft gewinnen, was einen Rekord darstellt.

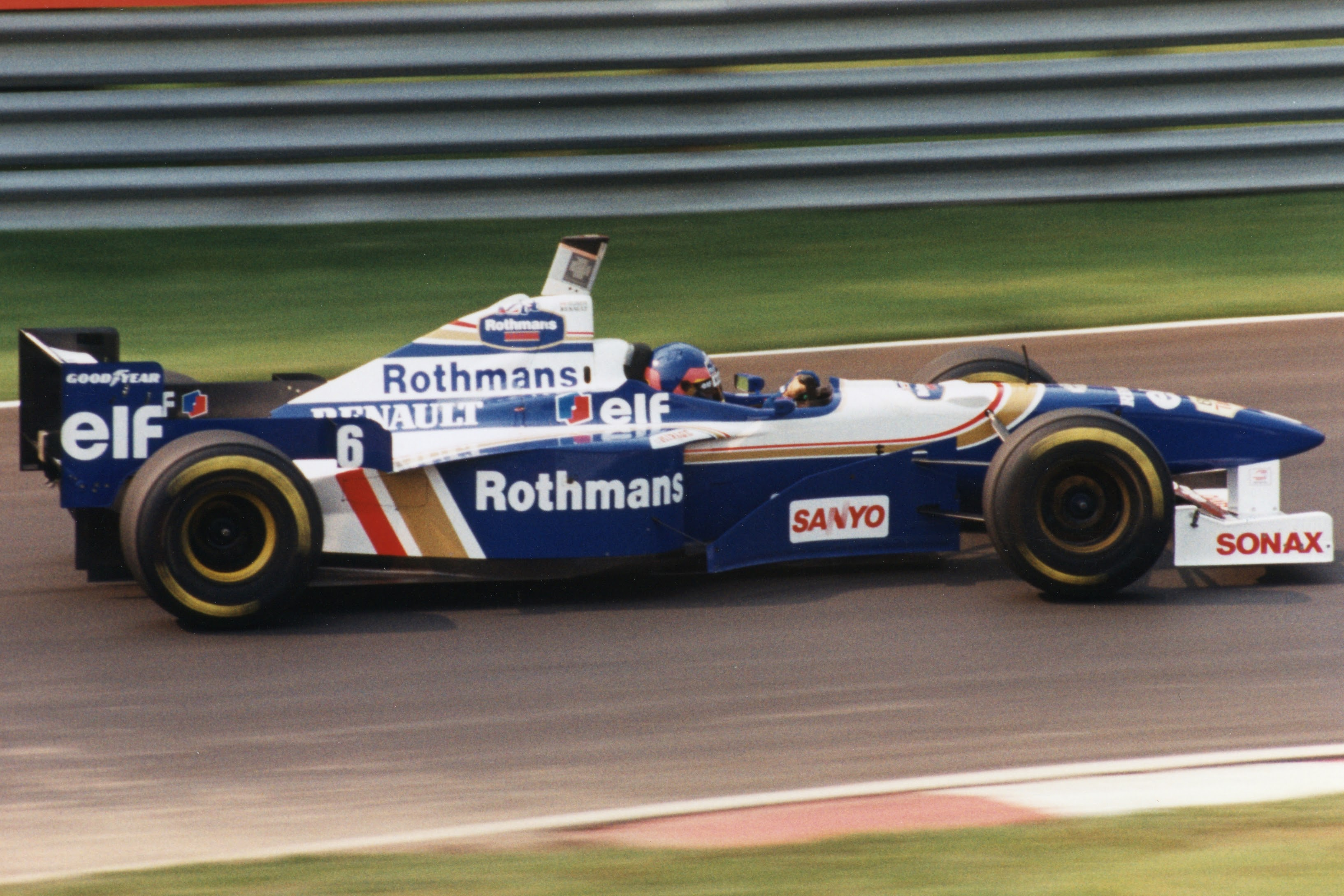
Jacques Villeneuve im Williams beim GP von Kanada 1996

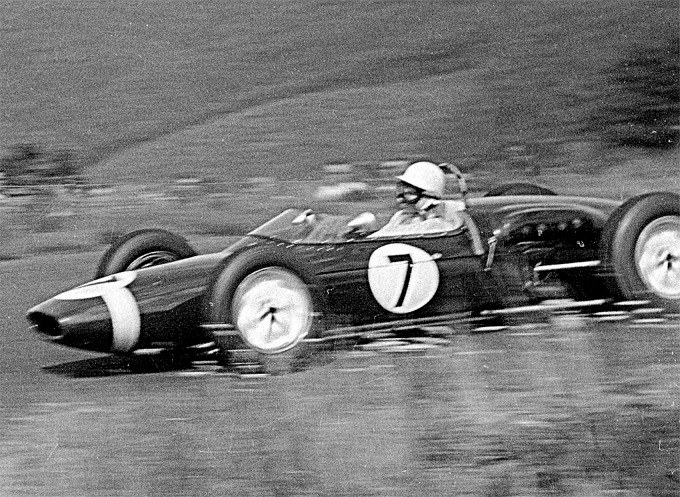
Stirling Moss beim Deutschland-GP 1961

| Platz | Konstrukteur | Titel | Jahre                                                          |
| ----- | ------------ | ----- | -------------------------------------------------------------- |
| 1     | Ferrari      | 16    | 1961, 1964, 1975–1977, 1979, 1982, 1983, 1999–2004, 2007, 2008 |
| 2     | McLaren      | 09    | 1974, 1984, 1985, 1988–1991, 1998, 2024                        |
|       | Williams     | 09    | 1980, 1981, 1986, 1987, 1992–1994, 1996, 1997                  |
| 4     | Mercedes     | 08    | 2014–2021                                                      |
| 5     | Lotus        | 07    | 1963, 1965, 1968, 1970, 1972, 1973, 1978                       |
| 6     | Red Bull     | 06    | 2010–2013, 2022, 2023                                          |
| 7     | Cooper       | 02    | 1959, 1960                                                     |
|       | Brabham      | 02    | 1966, 1967                                                     |
|       | Renault      | 02    | 2005, 2006                                                     |
| 10    | Vanwall      | 01    | 1958                                                           |
|       | B.R.M.       | 01    | 1962                                                           |
|       | Matra Sports | 01    | 1969                                                           |
|       | Tyrrell      | 01    | 1971                                                           |
|       | Benetton     | 01    | 1995                                                           |
|       | Brawn        | 01    | 2009                                                           |

## Entwicklung der Formel 1

### Bis 1950

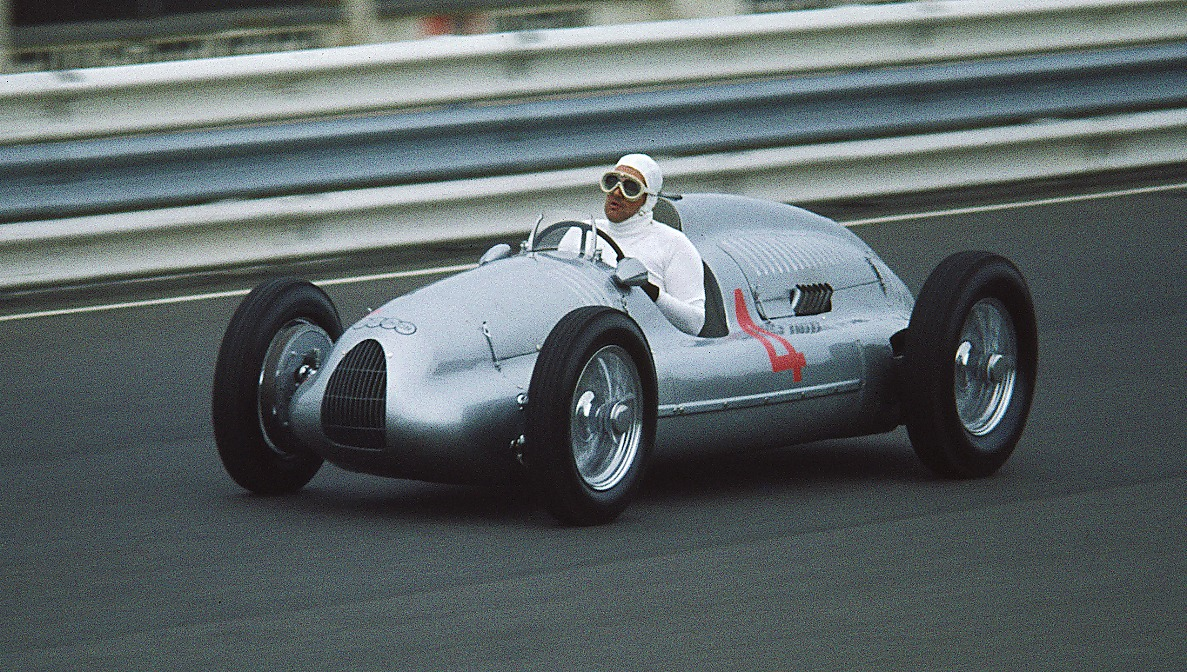
Auto Union Typ D – Grand-Prix-Rennwagen von 1939

Auch vor dem Zweiten Weltkrieg gab es bereits eine vom damaligen Automobil-Weltverband AIACR (als Vorläufer der FIA) vorgegebene Internationale Grand-Prix-Formel, nach der die Internationalen Großen Preise (auch Grandes Épreuves genannt) ausgetragen wurden. Diese Bestimmungen konnten sich dabei in erster Linie auf technische Vorgaben beziehen, wie beispielsweise die Begrenzung des Hubraums der Motoren, die Vorgabe von Verbrauchslimits oder die Festlegung bestimmter Abmessungen sowie von Maximal- oder Minimalgewichten für die Rennwagen, enthielten aber in der Regel auch sportliche Regularien, wie beispielsweise Mindestdauern oder -distanzen für die Rennen.
Die konkrete Ausgestaltung dieser Formeln konnte dabei sehr unterschiedlich ausfallen. So galt beispielsweise von 1922 bis 1925 eine Begrenzung der Motoren auf maximal zwei Liter Hubraum in Verbindung mit einem Minimalgewicht von 650 kg, wobei die Rennwagen bis 1924 außerdem noch jeweils von zwei Personen (Fahrer und Mechaniker) besetzt sein mussten. 1926 wurde das Hubraumlimit auf 1,5 Liter gesenkt, wobei nach wie vor keine Unterscheidung zwischen Saug- und Kompressormotoren gemacht wurde. 1928 erfolgte dann die Umstellung auf eine sogenannte freie Formel, bei der lediglich noch Minimal- und Maximalgewichte für die Rennwagen zwischen 550 und 750 kg sowie eine Mindestdistanz für die Rennen von 600 km vorgegeben wurden. Diese Formel erwies sich aber ebenso wenig als tragfähig, wie die für 1929 und 1930 eingeführte Verbrauchsformel, bei der die Rennwagen unter Beibehaltung der minimalen Renndistanz von 600 km nicht mehr als 14 kg Betriebsstoffe (Benzin und Öl) pro gefahrene 100 km verbrauchen durften. Für 1931 wurden daher die technischen Beschränkungen sogar komplett fallen gelassen, während gleichzeitig die Mindestdauer der Rennen auf zehn Stunden heraufgesetzt wurde und sich dann jeweils zwei Fahrer am Steuer eines Rennwagens abwechselten. Doch auch diese Formel wurde nach nur einem Jahr wieder aufgegeben und die Renndauer für 1932 auf minimal fünf und maximal zehn Stunden festgelegt. Erst mit der ab 1934 eingeführten Rennformel, in der für die Rennwagen ein Maximalgewicht von 750 kg und eine Mindestbreite von 85 cm vorgeschrieben wurde, gelang es auch wieder, eine Phase der Stabilität zu erzielen, in der vor allem die Rennwagen der beiden deutschen Teams von Mercedes-Benz und Auto Union bald eine dominierende Stellung einnahmen.
Für 1938 wurde dann erstmals wieder eine – nach dem eigentlichen Wortsinn – „echte“ Rennformel eingeführt, in der auf einer gleitenden Skala Hubraum und Mindestgewicht der Rennwagen zueinander in Beziehung gesetzt wurden. Dabei wurde mittels eines Faktors nun erstmals auch zwischen aufgeladenen und nicht aufgeladenen Motoren unterschieden. In der Realität waren jedoch weiterhin nur die deutschen Silberpfeile wirklich konkurrenzfähig, die mit ihren kompressorgeladenen Motoren von drei Litern Hubraum und 850 kg Minimalgewicht das vorgegebene Limit voll ausschöpften. Weder Rennwagen mit 4,5-Liter-Saugmotoren, wie sie von französischen Teams bevorzugt wurden, noch die in Italien und Großbritannien populären Voiturettes mit 1,5-Liter-Kompressormotoren, für die das Minimalgewicht nur 560 kg betrug, konnten dagegen mehr als nur vereinzelte Achtungserfolge erringen.
Da jedoch nur die Veranstalter der Grandes Épreuves an die Anwendung der Internationalen Formel gebunden waren, hatte sich das Renngeschehen in den drei Ländern schon seit Mitte der 1930er-Jahre mehr und mehr auf diese anderen Kategorien verlagert, um so den übermächtigen Rennteams aus Deutschland auszuweichen. Im Endeffekt hatte sich hierdurch insbesondere die Voiturette-Klasse de facto bereits zu einer Art inoffizieller zweiter Rennformel entwickelt, auch wenn es Mercedes gelungen war, mit dem eigens für dieses Rennen in Rekordzeit entwickelten W 165 den kurzfristig ebenfalls für Voiturettes ausgeschriebenen Gran Premio di Tripoli 1939 zu gewinnen.
Mit der Wiederaufnahme des Grand-Prix-Sports nach dem Krieg, bei dem die „Silberpfeile“ selbstverständlich nun nicht mehr dabei sein konnten, erließ der mittlerweile in FIA umbenannte Automobil-Dachverband für 1947 eine neue Internationale Rennformel, die im Wesentlichen die beiden in Europa am weitesten verbreiteten Rennwagenkategorien zusammenfasste. Mit dem Hubraumlimit von 1,5 Litern für Rennwagen mit und 4,5 Litern ohne Kompressor waren somit sowohl die französischen Renn- und Rennsportwagen als auch die italienischen und britischen Voiturettes startberechtigt, so dass es den Veranstaltern der Rennen möglich war, mit den oft noch aus der Vorkriegszeit zahlreich vorhandenen Rennwagen ansehnliche Starterfelder zusammenzubekommen.
Dennoch hatte die FIA offenbar auch die Notwendigkeit gesehen, dieser neuen Internationalen Grand-Prix-Formel ab 1948 eine weitere „kleinere“ Formel zur Seite zu stellen, in der Rennwagen bis 666 cm³ Hubraum mit aufgeladenen und bis 2 Litern mit nicht aufgeladenen Motoren startberechtigt waren. Zur Unterscheidung wurden diese beiden Kategorien anfangs auch als „Formel A“ und „Formel B“ benannt, bevor sich dann im weiteren Verlauf die Bezeichnungen „Formel 1“ und „Formel 2“ durchgesetzt haben.
Wie bisher üblich wurden auch weiterhin einzelne Grand-Prix-Rennen nach diesen Regeln ausgetragen, eine Serie oder Europameisterschaft wie vor dem Krieg gab es nicht mehr oder noch nicht. Als der Motorrad-Dachverband FIM für das Jahr 1949 eine Weltmeisterschaft ausschrieb, reagierte die FIA mit der Ausschreibung einer Fahrer-WM für das Jahr 1950.

### Die 1950er-Jahre

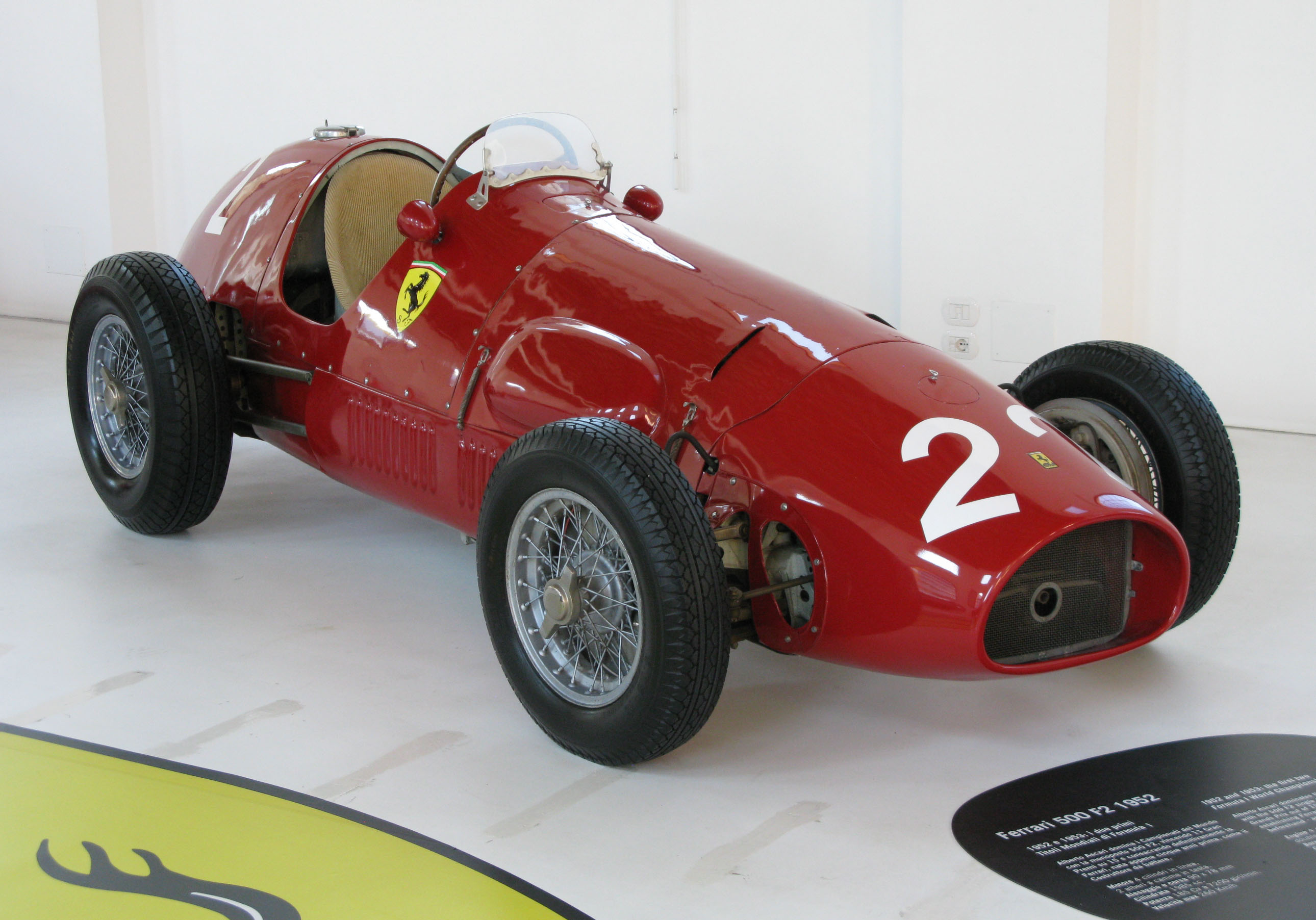
Ferrari 500, 1952

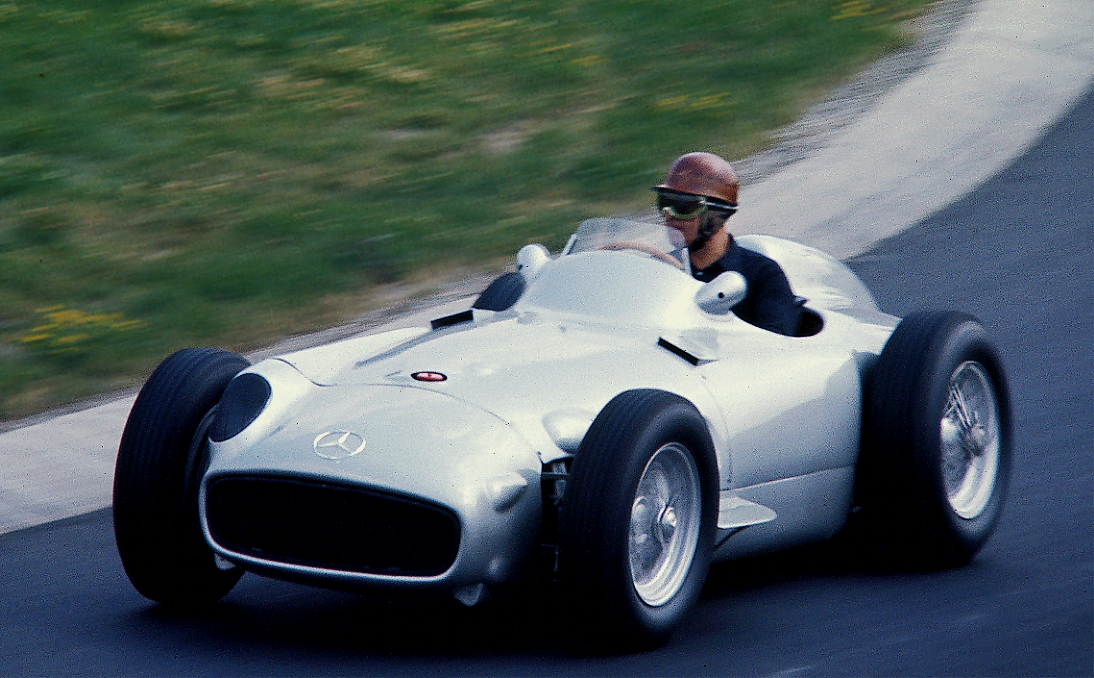
Karl Kling im Mercedes W 196

Das erste zu der neuen Formel-1-Weltmeisterschaft zählende Rennen wurde am 13. Mai 1950 in Silverstone (England) als Großer Preis von Großbritannien ausgetragen.
In den ersten beiden Saisons 1950 und 1951 dominierten weiterhin die von Kompressor-Motoren angetriebenen Alfetta von Alfa Romeo. Diese Rennwagen waren Weiterentwicklungen der Vorkriegskonstruktionen und hatten noch große Ähnlichkeiten mit diesen Modellen. Die ersten Formel-1-Weltmeister waren die Alfa-Romeo-Fahrer Giuseppe Farina und Juan Manuel Fangio. Allerdings zog sich Alfa Romeo Ende 1951 nach zwei erfolgreichen Jahrzehnten vom GP-Rennsport zurück. Da nur noch der ehemalige Alfa-Rennleiter Enzo Ferrari konkurrenzfähige F1-Rennautos an den Start bringen konnte, wurden übergangsweise die Fahrer-Weltmeisterschaften der Jahre 1952 und 1953 für die preiswerteren Formel-2-Fahrzeuge ausgeschrieben. Da Ferrari auch schon das Formel-2-Klassement in den beiden Vorjahren beherrscht hatte, gewann der Ferrari-Fahrer Alberto Ascari jeweils unangefochten die Weltmeisterschaft.
Obwohl dort nach ganz anderen Regeln gefahren wurde, wurden außerdem in den Jahren von 1950 bis 1960 auch für das 500-Meilen-Rennen in Indianapolis WM-Punkte vergeben. Dies geschah, um den Anspruch einer echten Weltmeisterschaft zu untermauern, weil die Grand-Prix-Rennen ansonsten beinahe ausnahmslos nur in Europa stattfanden. In diesen Jahren gab es zwar einige Versuche von Ferrari, dort wettbewerbsfähig zu sein, die jedoch allesamt an den sehr unterschiedlichen Voraussetzungen scheiterten. Außerdem gab es vereinzelte Versuche US-amerikanischer Piloten, mit ihren Champ-Car-Boliden in Monza zu bestehen, die jedoch ebenso misslangen.
Im Jahr 1954 traten in der Formel 1 neue, kostengünstigere Regeln (Saugmotoren bis zu 2500 cm³ oder aufgeladene Motoren bis 750 cm³) in Kraft, worauf sich unter anderem Mercedes mit dem Mercedes-Benz W 196 zum Wiedereinstieg entschloss. In den Jahren 1954 bis 1957 wurde die Weltmeisterschaft jeweils von Juan Manuel Fangio gewonnen, der diesen Titel 1954 und 1955 für Mercedes-Benz, 1956 für Ferrari und 1957 für Maserati gewann. 1958 folgten der Ferrari-Pilot Mike Hawthorn und 1959 sowie 1960 der für Cooper startende Jack Brabham.
Bis einschließlich 1957 war es erlaubt, während des Rennens einen Fahrerwechsel vorzunehmen. Die Punkte für den erreichten Platz wurden dann unter den beteiligten Fahrern aufgeteilt. Das führte dazu, dass in Rennen ausgeschiedene Fahrer, die in der WM aussichtsreich platziert waren, die Wagen ihrer noch im Rennen befindlichen Teamkollegen übernahmen, um so doch noch WM-Punkte zu ergattern.
Gegen Ende des Jahrzehnts veränderte sich das Erscheinungsbild der Formel-1-Fahrzeuge. Rennwagen mit Mittelmotor verdrängten mit ihrer besseren Gewichtsverteilung die bis dahin üblichen Konstruktionen mit Frontmotor. Das erste Fahrzeug dieser Bauweise, mit dem der Weltmeistertitel gewonnen werden konnte, war der Cooper T51, mit dem Jack Brabham 1959 siegreich war.

### Die 1960er-Jahre

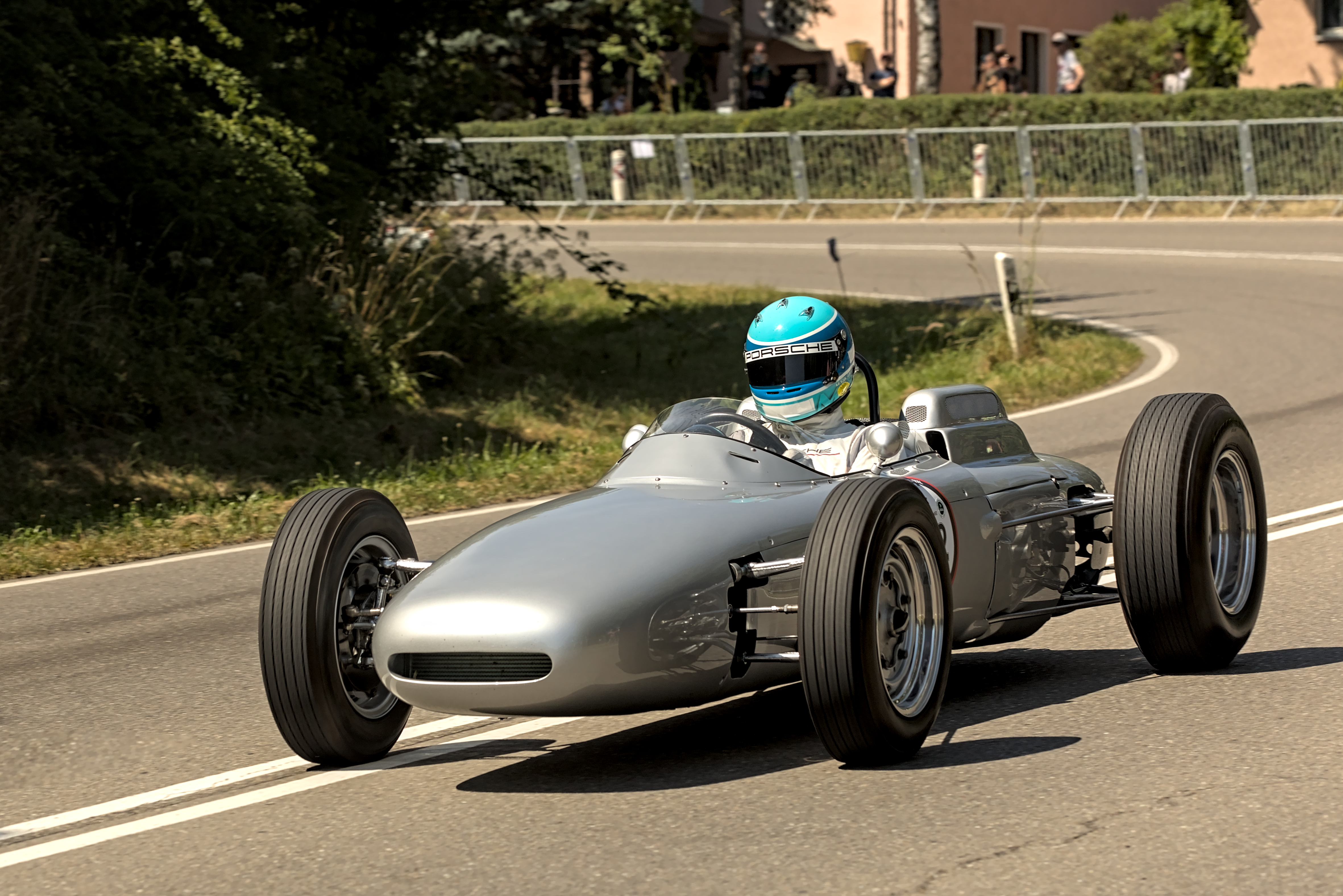
Porsche Typ 804 von 1962 beim Solitude Revival 2022

Von 1961 bis 1965 wurden die ehemaligen Formel-2-Regeln zum F1-Standard erhoben, zum Ärger der inzwischen dominierenden kleinen britischen Teams wie Vanwall, Cooper, Lotus und B.R.M., die mit Ausnahme von B.R.M. keine eigenen Motoren bauten und auf Coventry Climax angewiesen waren. Die britischen Teams drohten zunächst, die Formel 1 zu verlassen. Sie gründeten mit der Intercontinental Formula eine Konkurrenzserie, die 1961 kurz in Erscheinung trat, sich aber nicht dauerhaft etablieren konnte. Bereits Anfang 1961 war klar, dass alle britischen Teams weiterhin an der Formel 1 teilnehmen würden. Wieder war Ferrari mit einem vorhandenen Formel 2 erfolgreich zur Stelle. Aber auch Lotus konnte sich schnell an die neuen Gegebenheiten anpassen und reagierte mit der Entwicklung des revolutionären Lotus 25, der eine ebenso leichte wie stabile Monocoque-Konstruktion aufwies. Diese Bauform entwickelte sich in den Folgejahren zum Standard; in diesem Jahrzehnt wurden letztmals Fahrzeuge mit dem zuvor gebräuchlichen Gitterrahmen-Chassis gebaut.
Da Porsche bereits seit einigen Jahren auch F2-Rennfahrzeuge baute, lag nun der Aufstieg in die Formel 1 nahe. Doch der bisher verwendete Vierzylinder, der noch vom Volkswagen abstammte, war 1961 nicht konkurrenzfähig. Auch das Chassis vom Typ Porsche 718 war im Vergleich zu den schlanken Autos der Konkurrenz zu plump. Mit dem neuen und eleganten Modell Porsche 804 mit Achtzylinder-Triebwerk gelang Dan Gurney 1962 endlich ein Sieg in einem WM-Lauf, dem GP des Automobilclubs von Frankreich in Rouen-les-Essarts. In der Woche darauf, beim nicht zur WM zählenden Formel-1-Rennen auf der Stuttgarter Solitude, konnte der Amerikaner den Erfolg der Schwaben vor heimischem Publikum wiederholen. Am Saisonende zog sich Porsche jedoch wegen der hohen Kosten und der nicht gegebenen Seriennähe aus der Formel 1 zurück und konzentrierte sich wieder auf die angestammte Sportwagenszene.
In der ersten Hälfte der 1960er-Jahre wechselten sich mehrere Fahrer beim Fahrerweltmeistertitel ab: Zunächst gewann der US-Amerikaner Phil Hill, gefolgt von dem Briten Graham Hill, dem Briten Jim Clark und dem Briten John Surtees. 1965 konnte erneut Jim Clark die Weltmeisterschaft für sich entscheiden. Die zweite Hälfte des Jahrzehnts brachte dem Australier Jack Brabham, dem Neuseeländer Denis Hulme, ein weiteres Mal dem Briten Graham Hill und zuletzt dem Briten Jackie Stewart den Weltmeistertitel.

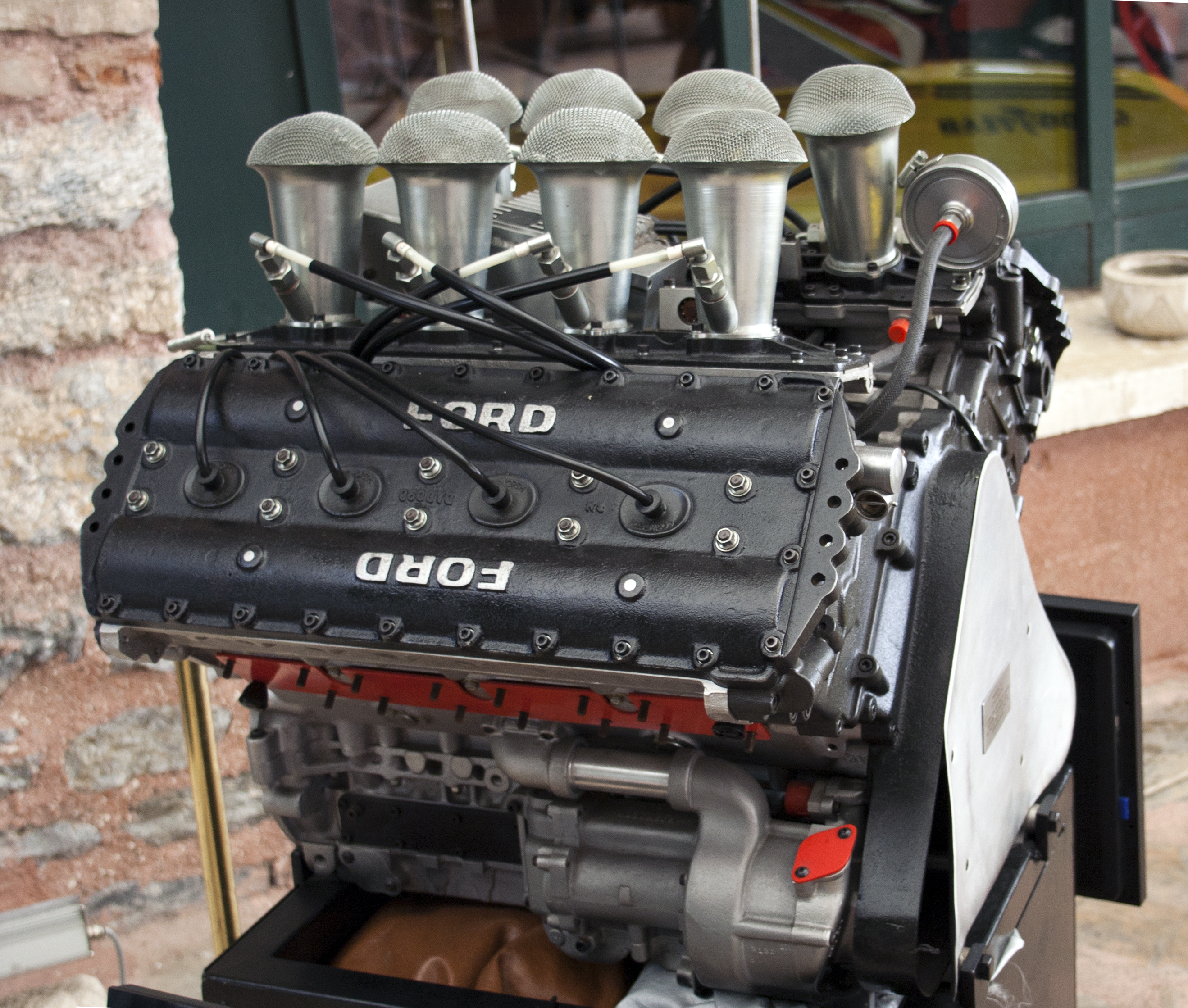
Der erfolgreichste Motor der Formel 1: Cosworth DFV (1967–1985)

Da Rennsportwagen und selbst einige Serienfahrzeuge zu dieser Zeit über mehr Leistung als die sogenannte Königsklasse mit ihren nur 220 PS leistenden und fragilen 1500er-Achtzylindern verfügten, wurden für 1966 die Regeln wieder geändert – und zwar durch Verdopplung der Hubräume (3000 cm³ für Saugmotoren, 1500 cm³ für aufgeladene Triebwerke). Coventry Climax, wo bisher die meisten frei verkäuflichen Formel-1-Motoren hergestellt worden waren, machte die Änderung nicht mit. Das Unternehmen zog sich vor Einführung der 3-Liter-Formel-1 aus dem Sport zurück. Obwohl die Regeländerung bereits im November 1963 beschlossen worden war, waren zu Saisonbeginn nur drei Motorentypen verfügbar, die auf die neuen Bedingungen zugeschnitten waren. Es waren die Motoren von Repco, Ferrari und Maserati. Die Repco- und Ferrari-Motoren waren Neuentwicklungen; der Maserati-Motor hingegen war eine aufgebohrte Version des Zwölfzylindertriebwerks, das 1957 zu einigen Rennen eingesetzt worden war. Das Repco-Aggregat basierte auf einem Achtzylindermotor von Oldsmobile, der in Australien nach einer Hubraumänderung mit Leichtmetallzylinderköpfen versehen wurde. Die Verbreitung der neu konstruierten Motoren war begrenzt. Ferrari behielt den neuen Zwölfzylinder seinem Werksteam vor, Maserati rüstete exklusiv das Cooper-Team aus, und der Repco-Motor wurde allein von Brabham eingesetzt, der die Entwicklung des Triebwerks in Auftrag gegeben hatte. Zwar befanden sich weitere Motoren in der Entwicklung, sie waren aber zu Saisonbeginn nicht einsatzbereit. Viele Teams behalfen sich daher zunächst mit Übergangslösungen. Zumeist wurden die in der 1,5-Liter-Formel verwendeten Achtzylindermotoren von Coventry Climax und B.R.M. aufgebohrt, sodass sie einen Hubraum von 2,0 bzw. 2,5 Litern erreichten. Im Laufe des Jahres entstand bei B.R.M. ein neuer, 3,0 Liter großer Sechzehnzylindermotor mit H-Auslegung. Er bestand aus zwei übereinander liegenden Achtzylindermotoren mit jeweils 1,5 Liter Hubraum, die über Stirnräder miteinander verbunden waren. Das Triebwerk war schwer, kompliziert und defektanfällig. Die Motorensituation wurde vor allem von den britischen Teams als unbefriedigend empfunden. Colin Chapman, der Chef des Teams Lotus, appellierte im Sommer 1966 öffentlich an die Autoindustrie sowie an die britische Regierung, einen ebenso leistungsstarken wie leicht verfügbaren Motor für die britischen Teams zu entwickeln bzw. die Entwicklung zu unterstützen. Die Bemühungen mündeten in der Entwicklung des Cosworth DFV, der ab 1967 zunächst Lotus und später allen Teams als Kundenmotor zur Verfügung stand. Der DFV, der bis 1985 in unterschiedlichen Entwicklungsstufen eingesetzt wurde, ist das bislang erfolgreichste Triebwerk der Formel 1.

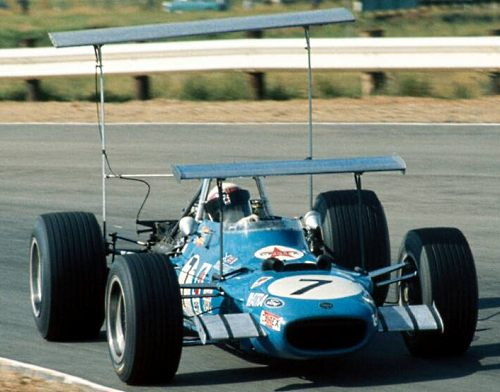
Hohe Flügel: Matra MS10 (1969)

Eine weitere Neuerung, die den Formel-1-Sport seitdem prägt, war die Einführung von Spoilern und Flügeln in der Saison 1968. Auf diese Weise wurde eine Erhöhung des Abtriebs erreicht, so dass die Fahrzeuge durch verbesserte Bodenhaftung wesentlich höhere Kurvengeschwindigkeiten fahren konnten. In der Folgesaison untersagte die FIA nach einigen Unfällen die Verwendung von hoch aufragenden Flügelkonstruktionen, womit sich die heute übliche Konfiguration aus einem Front- und einem Heckflügel etablierte. Lediglich zu Beginn der 1980er-Jahre, auf dem Höhepunkt der Wing-Car-Ära, wurde zeitweilig auf Frontflügel verzichtet, da die Fahrzeuge aufgrund des Bodeneffekts schon ausreichend Abtrieb produzierten und Frontflügel zudem den Luftstrom unter den Fahrzeugboden behinderten.
Nachdem Porsche bereits 1947 mit dem Cisitalia 360 einen Formel-1-Wagen mit Allradantrieb gebaut hatte, begannen in den 1960er-Jahren auch einige britische Rennställe, mit allradgetriebenen Rennwagen zu experimentieren. Der P99 von Ferguson Research war 1961 das erste einsatzfähige Fahrzeug dieser Spezies, während der BRM P67 von 1964 nur ein einmaliges Trainingsgastspiel gab. Im Jahr 1969 testeten insgesamt vier Teams (Lotus, Matra, McLaren und selbst Motorenbauer Cosworth) Allrad-Monopostos ohne nennenswerte Erfolge in der Formel 1, und einzig Colin Chapman (Lotus) wagte 1971 noch einmal einen Versuch mit einem weiteren Allradwagen. Weitere Informationen dazu: Allradantrieb im Autosport.

### Die 1970er-Jahre

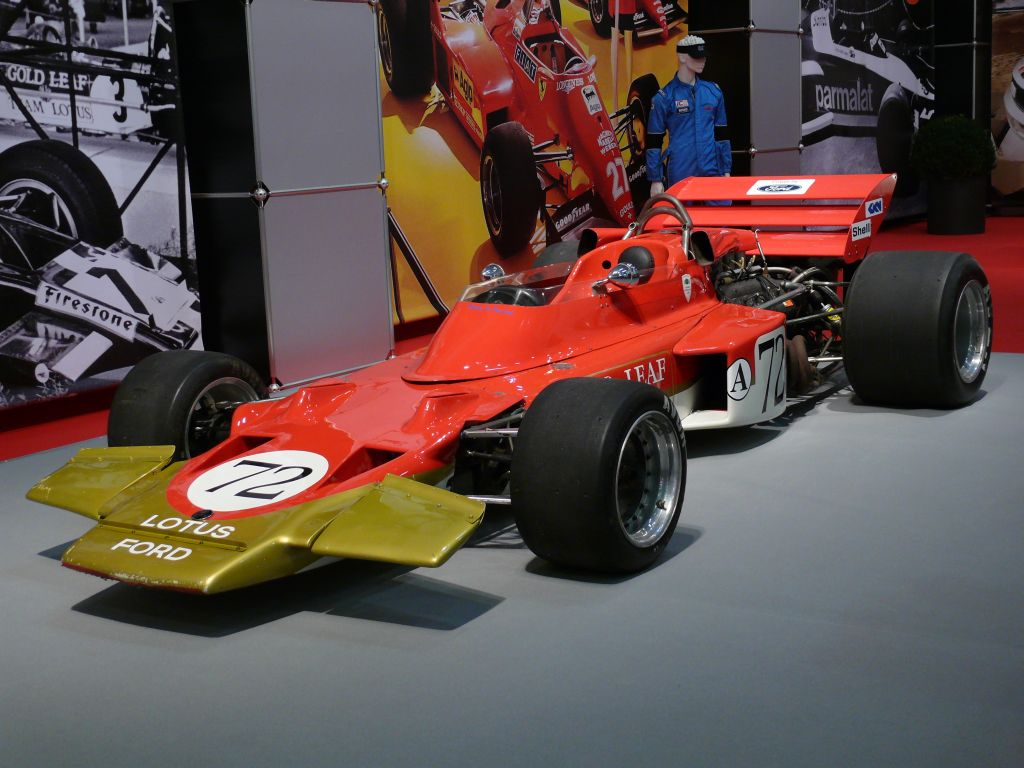
Lotus 72, der den Konstrukteurs-WM-Titel der Saisons 1970, 1972 und 1973 gewann.

In den Jahren 1970 bis 1982 dominierte der schon 1967 im Lotus 49 auf Anhieb erfolgreiche Cosworth-Motor die Formel 1, da mehrere Teams mit diesem kompakten und zuverlässigen Triebwerk insgesamt 155 Rennen sowie 12 Fahrer-WM-Titel gewinnen konnten. Nur Ferrari konnte mit einem etwas leistungsstärkeren 180°-V12 auch 3 WM-Titel erringen; B.R.M. und Alfa Romeo kamen mit ihren Zwölfzylindern dagegen nur zu einigen wenigen Einzelsiegen. Eine technische Kuriosität war der Lotus 56, der von einer Gasturbine angetrieben und in der Saison 1971 bei mehreren Rennen getestet wurde.
Der erste Weltmeistertitel der 1970er-Jahre ging postum an Jochen Rindt, der beim Training zum Großen Preis von Italien in Monza am 5. September 1970 tödlich verunglückte. Bei den nächsten Titeln in den Jahren 1971 bis 1974 wechselten sich der Brite Jackie Stewart und der Brasilianer Emerson Fittipaldi ab. Die zweite Hälfte der 1970er-Jahre wurde vom Ferrari-Team dominiert, das in den Jahren 1975 bis 1977 und 1979 jeweils den Konstrukteurstitel für sich entscheiden konnte. 1975 und 1977 gewann der Österreicher Niki Lauda die WM. 1976 siegte der Brite James Hunt, 1978 der US-Amerikaner Mario Andretti und 1979 der Südafrikaner Jody Scheckter. Bei den Konstrukteuren liegen Lotus (1970, 1972–1973, 1978) und Ferrari (1975–1977, 1979) mit je vier Titeln gleichauf. Die übrigen Meisterschaften konnten Tyrrell (1971) und McLaren (1974) gewinnen.
In den 1970er-Jahren kam das Aus für lange historische Strecken wie den Nürburgring mit einer Streckenlänge von 22,835 km und Spa-Francorchamps mit 14,12 km, die aus Sicherheitsgesichtspunkten (Streckenbreite, Sturzräume usw.) den steigenden Standards nicht mehr genügten. Hinzu kam, dass durch die hohe Streckenlänge die Dauer des Eintreffens von Rettungs- und Ambulanzwagen zu Unfällen inakzeptabel war. Der Wechsel vom Nürburgring zum Hockenheimring war für 1977 schon vor dem schweren Unfall von Niki Lauda beschlossen worden. In ähnlicher Weise wurden auch andere Rennstrecken wie beispielsweise Monza oder Silverstone durch den Einbau von Schikanen verlangsamt und entschärft. Auf der anderen Seite gelangten explizit mit Blick auf Sicherheit angelegte Strecken wie Le Castellet oder Nivelles-Baulers in die Rennkalender, die jedoch schnell den Ruf innehatten, unspektakuläre „Retortenkurse“ zu sein.

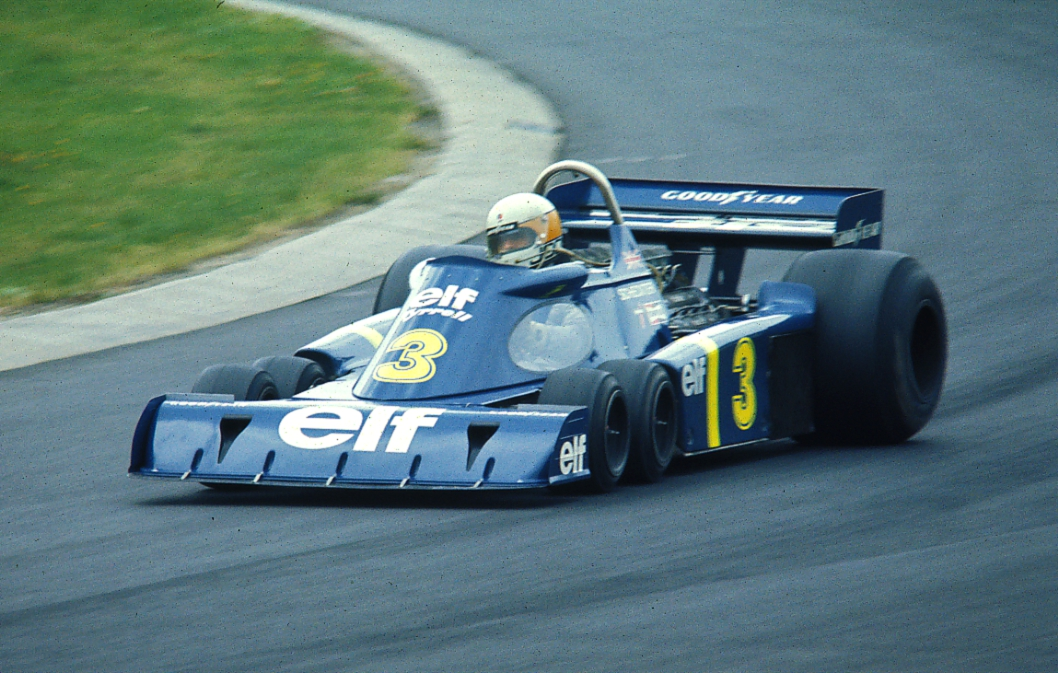
Tyrrell-Ford P34 mit 6 Rädern

Ende der 1970er- und Anfang der 1980er-Jahre kam es zu technischen Revolutionen. Nach dem WM-Gewinn von Mario Andretti im Lotus 79 dominierten die so genannten Ground-Effect-Rennwagen, bei denen durch Seitenkästen mit umgekehrtem Flügelprofil sowie einem durch bewegliche Seitenschürzen seitlich abgedichteten Wagenboden ein starker dynamischer Abtrieb erzeugt wurde. Dadurch wurden wesentlich höhere Kurvengeschwindigkeiten möglich. Zum Teil bizarre Konstruktionen wie der so genannte „Staubsauger“-Brabham, mit dem Niki Lauda beim Rennen im schwedischen Anderstorp 1978 einmalig antreten und gewinnen konnte, der sechsrädrige P34 von Tyrrell für Jody Scheckter und Patrick Depailler in den Saisons 1976 und 1977 oder der Doppelboden-Lotus waren übertriebene Auslegungen des Regelwerks und wurden alsbald verboten bzw. nicht zugelassen.
Ab 1977 führte Renault Turbomotoren ein, mit denen 1979 der erste Sieg gelang. Noch im Jahre 1982 behielten die leichter zu fahrenden, kostengünstigeren, zuverlässigeren und sparsameren Saugmotoren in der Endabrechnung die Überhand, trotz immer deutlicheren Leistungsdefizits.

### Die 1980er-Jahre
Der Beginn der 1980er Jahre war in der Formel 1 einerseits von den technischen Weiterentwicklungen geprägt: Immer mehr Teams setzten auf Turbomotoren, von denen sie sich einen Leistungsvorteil gegenüber den klassischen Cosworth-Saugmotoren erhofften, und brachten dadurch große Automobilkonzerne wie Porsche, BMW und Honda als Motorenhersteller in die Formel 1, die dabei schnell auch eigene Interessen entwickelten, die über den bloßen Lieferantenstatus hinausgingen. Dazu war die Technik anfangs von der Weiterentwicklung des Bodeneffekts geprägt, zu dessen Optimierung allerdings riskante Lösungen herangezogen wurden. So wurde recht oft zugunsten eines konstanten Abstands zwischen Fahrzeugboden und Strecke eine möglichst steife Federung gewählt, was jedoch Fahrer und sonstige Technik stark belastete. Zur Saison 1983 wurden daraufhin Unterbodenprofile verboten und ein flacher Fahrzeugboden vorgeschrieben.
Zum anderen gab es in jenen Jahren politische Spannungen außerhalb des eigentlichen Renngeschehens. Hierbei standen sich die der FIA untergeordnete FISA als sportliche Organisatorin des Wettbewerbs und Bestimmerin des Reglements einerseits und die FOCA als Interessenvertretung eines Großteils der (vornehmlich britischen) Rennställe gegenüber. Es ging dabei einerseits um technische Bestimmungen, durch die die FISA-treuen Teams (Ferrari, Alfa Romeo und Renault) nach Ansicht der FOCA bevorteilt wurden, aber auch um die Vermarktung und um Teilnahmegarantien für die Rennställe im Rahmen der Rennwochenenden. Die Streitigkeiten gipfelten schließlich im Wegfall des WM-Status für die Großen Preise von Spanien 1980 und Südafrika 1981 und dem Boykott der FOCA-Teams beim San-Marino-GP 1982. Diese Rivalität wurde rückblickend als „FISA-FOCA-Krieg“ bezeichnet und mündete schließlich 1981 im Rahmen des ersten sogenannten Concorde Agreements in einer grundlegenden Umwandlung der Formel 1 von einer rein technisch definierten Rennformel in eine geschlossene Rennserie, die nur noch in der FOCA organisierten Rennställen (unter Einschluss der früheren FISA-Teams) mit selbst entwickelten Rennwagenkonstruktionen offen stand.
Ab 1983 dominierten endgültig die leistungsstärkeren Turbos, die im Training kurzfristig weit über 1.000 PS freisetzen konnten und somit die Sauger-Piloten in den hinteren Teil der Startaufstellung verdrängten. Exorbitante Leistungsangaben sind dabei mit Vorsicht zu genießen, da kaum ein Prüfstand für die Messung derart hoher Motorleistungen ausgelegt war. Die Höchstgeschwindigkeiten waren jedenfalls nicht so hoch, wie sie bei doppelter oder dreifacher Motorleistung zu erwarten wären. Die Spitzenleistung wurde bald durch Ladedruckbegrenzung gesenkt, im Rennen musste zusätzlich auf den Verbrauch geachtet werden, da die Tankgrößen begrenzt bzw. verringert wurden.

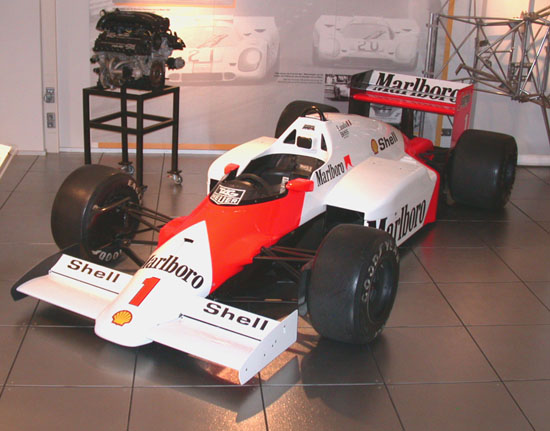
McLaren T.A.G. Porsche, ein Beispiel der ersten Turbo-Ära, 1985

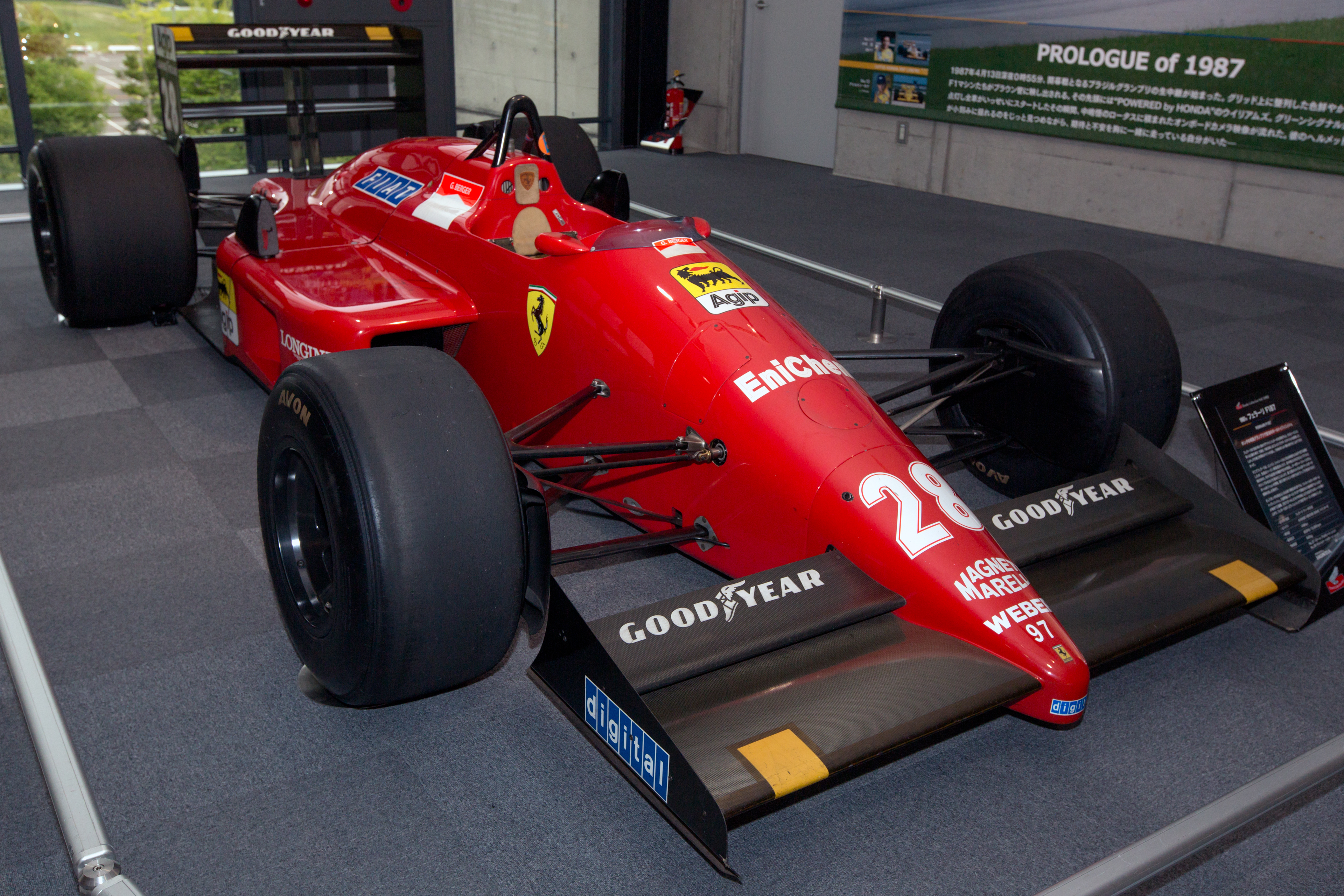
Ferrari, 1987, von Gerhard Berger

Die bewährten Cosworth-Aggregate mit etwa 500 PS wurden daraufhin in der Formel 3000 weiterverwendet, die die damalige Formel 2 mit ihren Rennmotoren (2.000 cm³, 320 PS) ablöste.
Die Saison 1986 markierte den Höhepunkt der so genannten Turbo-Ära. Sämtliche Fahrzeuge des Feldes setzen eine derartige Motorisierung ein, die nun vom Reglement vorgeschrieben war. Auch einer der stärksten Rennwagen der F1-Geschichte, der Benetton-BMW mit geschätzten 1.350 PS im Training, wurde vom Österreicher Gerhard Berger in dieser Saison gefahren. Damit gewann er im selben Jahr den Großen Preis von Mexiko, allerdings mit deutlich geringerer Dauerleistung. Später berichtete Berger, dass dieses Auto „vor lauter Kraft kaum noch laufen konnte“.
Nach der Saison wurde jedoch beschlossen, die Turbomotoren bis 1989 schrittweise wieder abzuschaffen. Zu diesem Zweck wurden in der Folgesaison mit der „Jim Clark Trophy“ und der „Colin Chapman Trophy“ exklusive Fahrer- und Teamwertungen für mit Saugmotoren angetriebene Fahrzeuge ausgeschrieben. Jonathan Palmer und sein Team Tyrrell, in der regulären Kategorie auf den Plätzen 11 und 6 der jeweiligen Wertung notiert, gewannen diese einmaligen Wettbewerbe. Das Jahr 1988, in dem vorerst letztmals Turbomotoren erlaubt waren, markierte schließlich einen Übergang: Einige Topteams (darunter Williams und Benetton) kehrten bereits in dieser Saison zu Saugmotoren zurück, um frühzeitig Erfahrungen mit den „neuen“ Motoren sammeln zu können, andere dagegen fuhren die Saison in der bisherigen Motorisierung weiter. McLaren dominierte mit seinem Honda-Turbo die Saison, gewann 15 von 16 Rennen und setzte hiermit ein letztes Ausrufezeichen.
Ab 1989 wurden die aufwendigen Turbos schließlich wie geplant verboten und nur noch Sauger bis 3.500 cm³ erlaubt (zur Unterscheidung von der F3000 mit 3000 cm³ Hubraum), die in den Bauformen V8, V10, V12 und sogar W12 eingesetzt wurden. Von Renault wurde die pneumatische Ventilfederung eingeführt, bei der ein Hochdruck-Luftreservoir die bisherigen Stahlfedern ersetzte und – da das Problem der Resonanzkatastrophe bei Schraubenfedern umgangen werden konnte – eine deutliche Steigerung der Drehzahlen über die bis dahin üblichen 12.000/min hinaus erlaubte.
Bei den Rennstrecken markierten die 1980er-Jahre den endgültigen Abschied von klassischen Hochgeschwindigkeitsstrecken wie Kyalami, Zandvoort (letzte Austragungen 1985) oder dem Österreichring (letztes Rennen 1987). Diese Strecken kehrten zwar Jahre später jeweils wieder in den Rennkalender zurück, waren zu diesen Zeiten aber längst mehr oder weniger stark umgebaut worden. Auf Jahre hinweg, teils bis heute im F1-Geschehen etablieren konnten sich in diesem Jahrzehnt die Großen Preise von Australien (seit 1985) und Japan (seit 1987), Mexiko (1986–1992), Portugal (1984–1996), San Marino (1981–2006) sowie der auf wechselnden Strecken ausgetragene Große Preis von Europa. Vorübergehend aus dem Kalender verschwanden dagegen die Rennen in den Niederlanden (letztmals 1985, erstmals 2021 wieder durchgeführt), Südafrika (1985, erst 1992 wieder), Österreich (1987, erst 1997 wieder) und Argentinien (1981, erst 1995 wieder). Zusätzlich ließ im Laufe des Jahrzehnts insbesondere das Interesse an der Rennserie in den USA deutlich nach – bis 1984 hatte es jeweils mehrere Saisonrennen in diesem Land gegeben (USA Ost, USA West, Las Vegas, Dallas), ab 1985 verblieb nur noch ein Rennen im Kalender. Diese Rennen waren zudem bei den Fahrern unbeliebt, da es sich hierbei fast ausschließlich um Stadtkurse mit enger, langsamer und kurvenreicher Streckenführung sowie schwierigen, als für professionellen Rennsport ungeeignet empfundenen Straßenbelägen handelte.
Die erfolgreichsten Fahrer der 1980er-Jahre waren der Brasilianer Nelson Piquet mit drei WM-Titeln in den Jahren 1981, 1983 und 1987 sowie der Franzose Alain Prost mit ebenfalls drei Titeln 1985, 1986 und 1989. Die weiteren Formel-1-Weltmeistertitel gingen an den Australier Alan Jones, den Finnen Keke Rosberg, den Österreicher Niki Lauda und den Brasilianer Ayrton Senna. Die Titel des Konstrukteursweltmeisters teilten sich Williams mit vier Titeln in den Jahren 1980, 1981, 1986, 1987, McLaren mit ebenfalls vier Titeln 1984, 1985, 1988, 1989 und Ferrari mit zwei Titeln in den Saisons 1982 und 1983.

### Die 1990er-Jahre
Der Beginn der 1990er-Jahre war geprägt von elektronischen Entwicklungen wie aktiven Fahrwerken, Traktionskontrollen und ABS, wobei Williams-Renault die beste Technik hatte. Diese Fahrhilfen wurden zur Saison 1994 verboten. Hinzu kamen aktuelle Entwicklungen der Aerodynamik: 1990 hatte das zuvor kriselnde Tyrrell-Team mit dem 019 erstmals einen Frontflügel eingeführt, der an zwei Pylonen unter der nun hoch aufragenden Fahrzeugnase montiert war. Hiermit wurde eine bessere Anströmung des Fahrzeug-Unterbodens erreicht und zugleich der Luftwiderstand reduziert. Tyrrell konnte mit diesem Fahrzeug, das vom britischen Magazin Autosport zum Rennfahrzeug des Jahres gewählt wurde, eine Podestplatzierung erreichen, und diese Bauweise setzte sich mittelfristig durch, so dass 1996 die letzten Konstruktionen mit „tiefen“ Fahrzeugnasen aus dem Fahrerlager verschwunden waren.

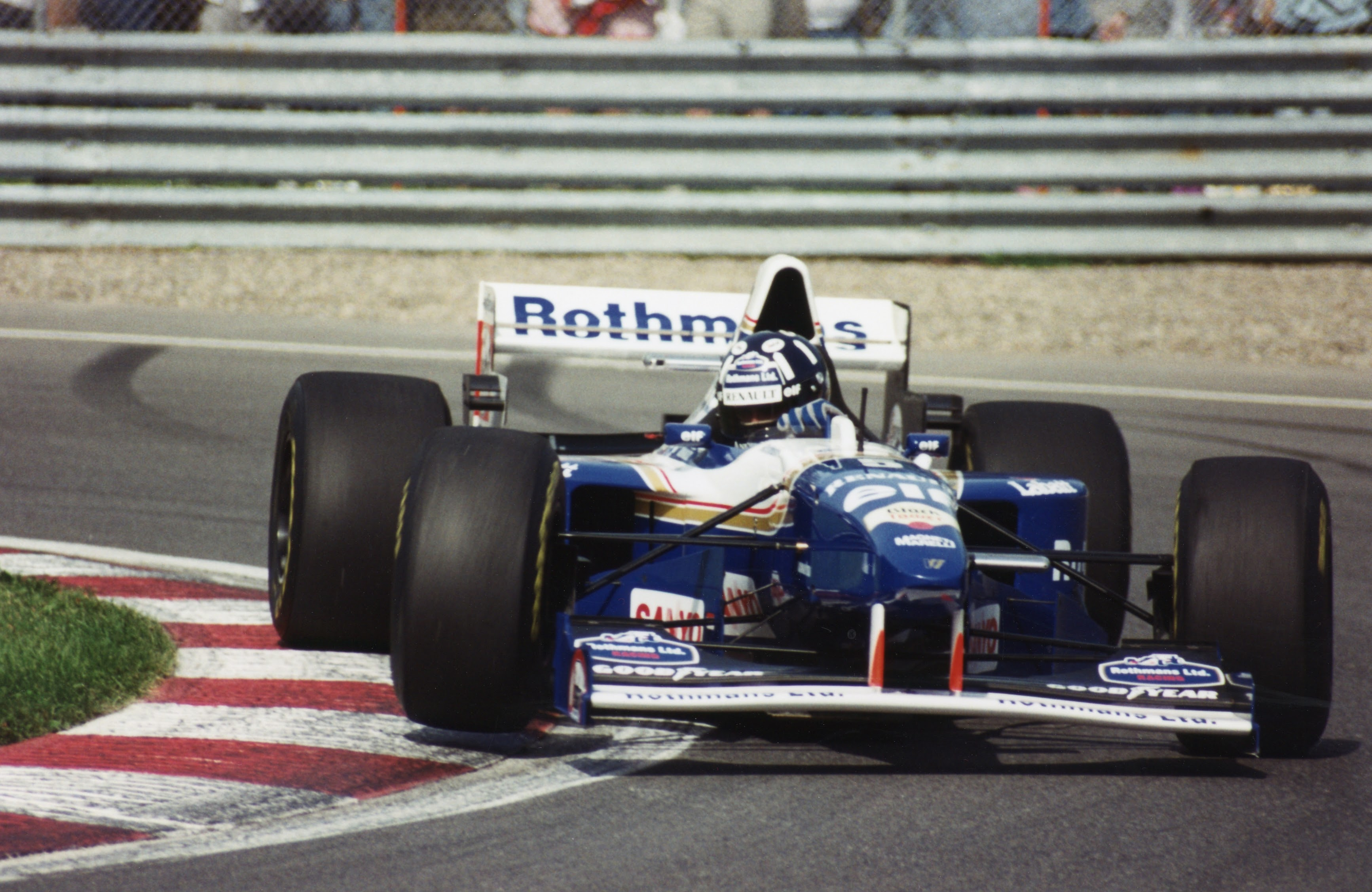
Damon Hill 1995

Nach der von zwei tödlichen Unfällen überschatteten Saison 1994 wurde der Hubraum ab 1995 wieder auf 3000 cm³ reduziert, die Leistung sank von etwa 750 auf 650 PS.
1996 wechselte auch Ferrari vom traditionellen, aber schweren und durstigen V12 auf den vorherrschenden V10, womit der neue Pilot Michael Schumacher drei Rennen gewinnen konnte. Schon 1997 hatte man wieder das alte Leistungsniveau von etwa 750 PS erreicht, die Drehzahlen stiegen auf mehr als 17.000/min.
Bei den Rennstrecken und Austragungsorten sahen die 1990er Jahre im Vergleich zum vorangegangenen Jahrzehnt keine großen Veränderungen – Wechsel gab es im Wesentlichen nur zwischen schon bekannten Austragungsorten. So kehrte beispielsweise der Große Preis von Südafrika 1992 nach siebenjähriger Abwesenheit in die Formel 1 zurück, verschwand aber nach einer weiteren Austragung wieder. Ähnlich erging es dem Rennen in Argentinien, das nach der letzten Austragung 1981 von 1995 bis 1998 wieder zum Kalender gehörte. Der einzige tatsächlich neue Grand Prix der 1990er Jahre war der erstmals 1999 bestrittene Große Preis von Malaysia. Daneben sah dieses Jahrzehnt mit dem Aufstieg Michael Schumachers sowie dem werksseitigen Engagement von Mercedes ab 1994 die vorübergehende Etablierung eines zweiten Saisonrennens in Deutschland ab 1995 – neben den Großen Preis von Deutschland in Hockenheim trat ab diesem Jahr ein zweites Rennen auf dem Nürburgring, das in der Regel als Großer Preis von Europa oder als Großer Preis von Luxemburg bezeichnet wurde.
Einen weiteren Boom erlebte die Formel 1 in den 1990er Jahren in Japan. Die Beliebtheit der Rennserie hatte mit Beginn der regelmäßigen Ausrichtung des Großen Preises von Japan in Suzuka seit 1987 sowie den Debüts der Fahrer Aguri Suzuki und Satoru Nakajima stetig zugenommen und sich auf vielfältige Weise geäußert. Die Rennställe March (1990), Arrows (1991) und Brabham (1991) wurden von japanischen Unternehmern aufgekauft und teilweise umbenannt, zudem trat neben Honda mit Yamaha schon bald ein zweiter japanischer Motorenlieferant auf den Plan, wenn auch mit bedeutend weniger Erfolg. Hinzu kamen zahlreiche japanische Rennfahrer wie Ukyō Katayama, Shinji Nakano, Toranosuke Takagi oder Taki Inoue, die aber ebenfalls jeweils weitaus weniger erfolgreich waren als ihrerzeit Suzuki und Nakajima. Andererseits nutzten nun auch europäische Fahrer wie Eddie Irvine, Ralf Schumacher und Pedro de la Rosa die Möglichkeit, aus der Formula Nippon, dem japanischen Äquivalent zur F3000, in die Formel 1 aufzusteigen. Der vorläufige Höhepunkt der japanischen F1-Begeisterung war erreicht, als 1994 und 1995 mit dem Großen Preis des Pazifiks ein zweites Saisonrennen in Japan ausgetragen wurde.
In den 1990er-Jahren gewannen je zweimal der Brasilianer Ayrton Senna, der Deutsche Michael Schumacher und der Finne Mika Häkkinen sowie je einmal der Brite Nigel Mansell, der Franzose Alain Prost, der Brite Damon Hill und der Kanadier Jacques Villeneuve die Fahrerwertung. Bei den Teams dominierte zunächst McLaren (1990–1991) unter Verwendung von Honda-Motoren, ehe sich erneut Williams (1992–1994, 1996–1997) an die Spitze der Konstrukteursweltmeisterschaften setzen konnte. Zwischenzeitlich gewann das aufstrebende Benetton-Team den Titel (1995), während das Ende des Jahrzehnts den Wiederaufstieg von McLaren-Mercedes (1998) und Ferrari (1999) sah.

### Die 2000er-Jahre

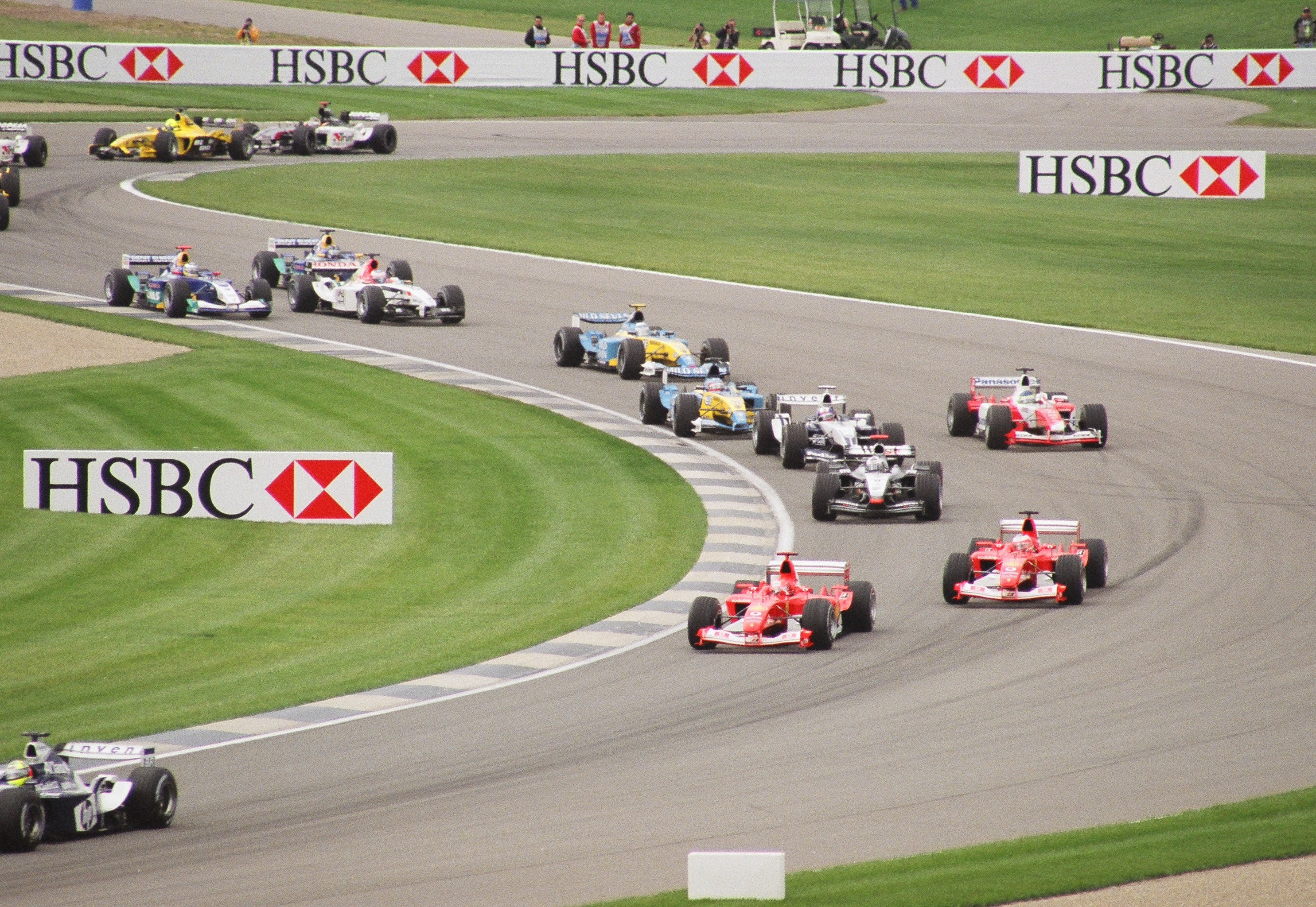
Rennszene aus dem Großen Preis der USA 2003

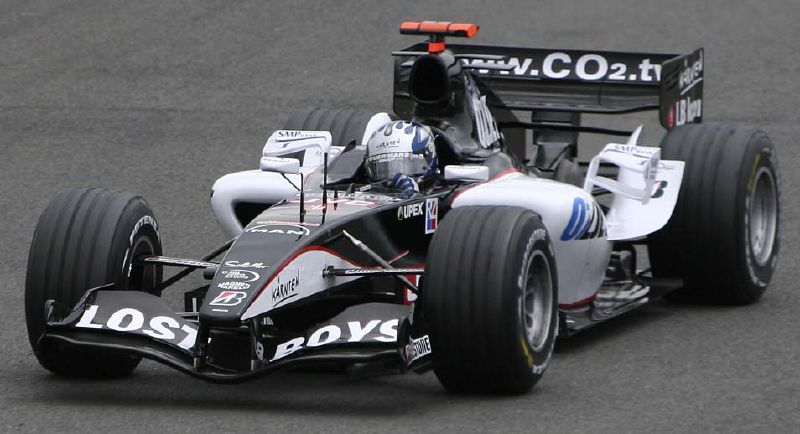
Patrick Friesacher im Minardi beim Großbritannien-GP 2005

Nachdem Ferrari 1999 wieder die Konstrukteursweltmeisterschaft hatte erringen können, schwangen sich die Italiener von 2000 bis 2004 zum dominierenden Rennstall auf. Beide Weltmeistertitel gingen in dieser Zeit an Ferrari bzw. Michael Schumacher. Die erdrückende Dominanz wurde insbesondere in der Saison 2002 sichtbar, in der Ferrari neun Doppelsiege feierte und genauso viele Punkte erreichte wie die gesamte Konkurrenz (221).
Ab der Saison 2005 wurde die Zylinderzahl zunächst auf V10, ab 2006 dann auf V8 begrenzt. Des Weiteren mussten die Aggregate zwei Rennwochenenden (bis zu 1.200 km) ohne Wechsel durchhalten, um Kosten zu senken und um eine weitere Leistungssteigerung (etwa 900 PS bei 19.000/min) zu bremsen. Zum Ende der Saison 2005 hatten die besten Teams nach Ermittlungen eines unabhängigen Motoreningenieurs jedoch bereits wieder rund 925 PS bei 19.800/min erzielt. Ein Schlupfloch im Reglement, das es den Teams ermöglichte, in der Schlussrunde durch eine vermeintliche Aufgabe doch zum nächsten Rennen einen neuen Motor einzubauen, wurde nach dem ersten Saisonrennen durch Konkretisieren der Regel geschlossen.
Die Saison 2007 wurde von einer Spionage-Affäre überschattet.
Für die Saison 2009 wurde beschlossen, die Fahrzeuge mit der Bremsenergie-Rückgewinnung KERS auszustatten. Diese Leistung können die Fahrer dann als kurzzeitige zusätzliche Leistungssteigerung nutzen. Durch die Erhöhung des mechanischen und die Senkung des aerodynamischen Grips rechnete man mit deutlich mehr Überholmanövern, da so die Fahrzeuge im Windschatten ein nicht mehr ganz so ausgeprägtes, diffiziles Fahrverhalten haben werden. Weitere Änderungen waren ein breiterer Frontflügel sowie ein schmalerer, aber höherer Heckflügel.
Da es in diesen Jahren relativ leicht möglich war, die Fahrzeuge unterhalb der Mindestmasse zu konstruieren, wurden künstliche Gewichte, etwa Wolframplatten, an fahrphysikalisch optimierten Stellen angebracht.
In wirtschaftlich-geschäftlicher Hinsicht war in den 2000er Jahren ein starker Einfluss von Automobilkonzernen auf das Renngeschehen prägend. Vorreiter dieser Entwicklung war das McLaren-Team gewesen, das 1995 eine Partnerschaft mit Mercedes-Benz eingegangen war, welches die sportlichen Tätigkeiten mit dem wachsenden Erfolg zunehmend zu kontrollieren begann. Als erstes sprang BMW auf diesen Zug auf und begann zur Saison 2000 eine ähnlich angelegte Partnerschaft mit Williams. Nachdem trotz einiger Achtungserfolge der Durchbruch in Form eines Titels ausgeblieben war, wechselte BMW die Vorgehensweise und kaufte zur Saison 2006 das Sauber-Team komplett auf, das folglich als BMW Sauber F1 antrat. Auch Renault kaufte sich 2000 nach Jahren als bloßer Motorenhersteller erneut als Rennstallbetreiber in die Formel 1 ein und übernahm das Benetton-Team, das aber erst ab 2002 in Renault F1 umbenannt wurde; ähnlich ging Ford mit dem Stewart-Team vor, das allerdings nach dem Namen von Fords traditionsreicher Tochtermarke als Jaguar firmierte. Hingegen weitete Honda im Laufe der Zeit seinen Einfluss auf das BAR-Team schrittweise aus und ließ dieses schließlich ab 2006 als Werksteam antreten. Einen anderen Weg ging Toyota, das zur Saison 2002 ein komplett neues eigenes Team aufstellte.
Im Resultat blieben schließlich nur wenige unabhängige Rennställe ohne Verbindung zu einem Fahrzeughersteller übrig, die dabei zunehmend ins Hintertreffen gerieten. So fielen auch vormals erfolgreiche Namen wie Williams (nach der Trennung von BMW) ins Mittelfeld ab oder wechselten – wie im Fall von Jordan – teilweise mehrfach den Besitzer. Das Blatt wendete sich erst durch die weltweite Finanzkrise in den Jahren 2008 und 2009: Im Dezember 2008 stieg Honda aus diesem Grund offiziell aus der Formel 1 aus, wie Konzernchef Takeo Fukui auf einer Pressekonferenz bekannt gab. Im März 2009 übernahm Ross Brawn den Rennstall, woraufhin er in Brawn GP umbenannt wurde. In diesem Jahr beendeten auch Toyota, Renault und BMW ihre Engagements, wobei in letzterem Fall Peter Sauber sein früheres Team vollständig zurückkaufen konnte, während Renault, das zudem durch die „Crashgate“-Affäre beim Großen Preis von Singapur 2008 einen beträchtlichen Imageschaden erlitten hatte, sein Team an eine luxemburgische Investorengruppe verkaufte, die es ab 2010 unter dem Namen Lotus F1 Team starten ließ. Bezeichnenderweise sah das Jahr 2009 neben dem überraschenden Titelgewinn durch Brawn auch den Aufstieg von Red Bull Racing, das 2005 durch die Übernahme ausgerechnet des glücklosen Jaguar-Teams durch den österreichischen Getränkehersteller Red Bull entstanden war.
Im Vergleich zum vorangegangenen Jahrzehnt markant war auch die Etablierung neuer Rennstrecken in vornehmlich asiatischen Ländern, in denen bislang keine Großen Preise stattgefunden hatten, was ab Mitte der Dekade begann. So sah der Anfang des Jahrzehnts lediglich die Rückkehr des Großen Preises der USA (2000), während danach die Rennkalender der einzelnen Saisons relativ homogen blieben. 2004 allerdings gab es mit den Rennen in Bahrain und China gleich zweimal Neuland. 2005 kam die Türkei hinzu, 2008 Singapur und 2009 Abu Dhabi. Auf der Strecke blieben dagegen einige mehr oder weniger traditionelle Veranstaltungen wie die Großen Preise von Österreich (2003), San Marino (2006) und Frankreich (2008). Auch in Deutschland machte sich nach dem Karriereende von Michael Schumacher eine gewisse Sättigung des öffentlichen Interesses darin bemerkbar, dass ab 2007 nur noch ein Saisonrennen in diesem Land ausgetragen wurde – ab hier rotierte die Austragung jährlich zwischen Hockenheim und dem Nürburgring.
In den Jahren 2000 bis 2004 gewann Michael Schumacher fünf Fahrer-Weltmeisterschaften in Folge. 2005 und 2006 triumphierte der Spanier Fernando Alonso. Die weiteren Weltmeisterschaften gewannen Kimi Räikkönen (2007), Lewis Hamilton (2008) und Jenson Button (2009). In der Konstrukteursweltmeisterschaft dominierten zumeist die jeweiligen Teams der Fahrerweltmeister, und zwar Ferrari (2000–2004, 2007–2008), Renault (2005–2006) und Brawn (2009). Einzige Ausnahme war die Saison 2008, in der zwar McLaren-Pilot Lewis Hamilton die Fahrerwertung gewinnen konnte, die Ferrari-Fahrer Räikkönen und Felipe Massa dem italienischen Rennstall aber den Konstrukteurs-Titel sichern konnten.

### Die 2010er-Jahre

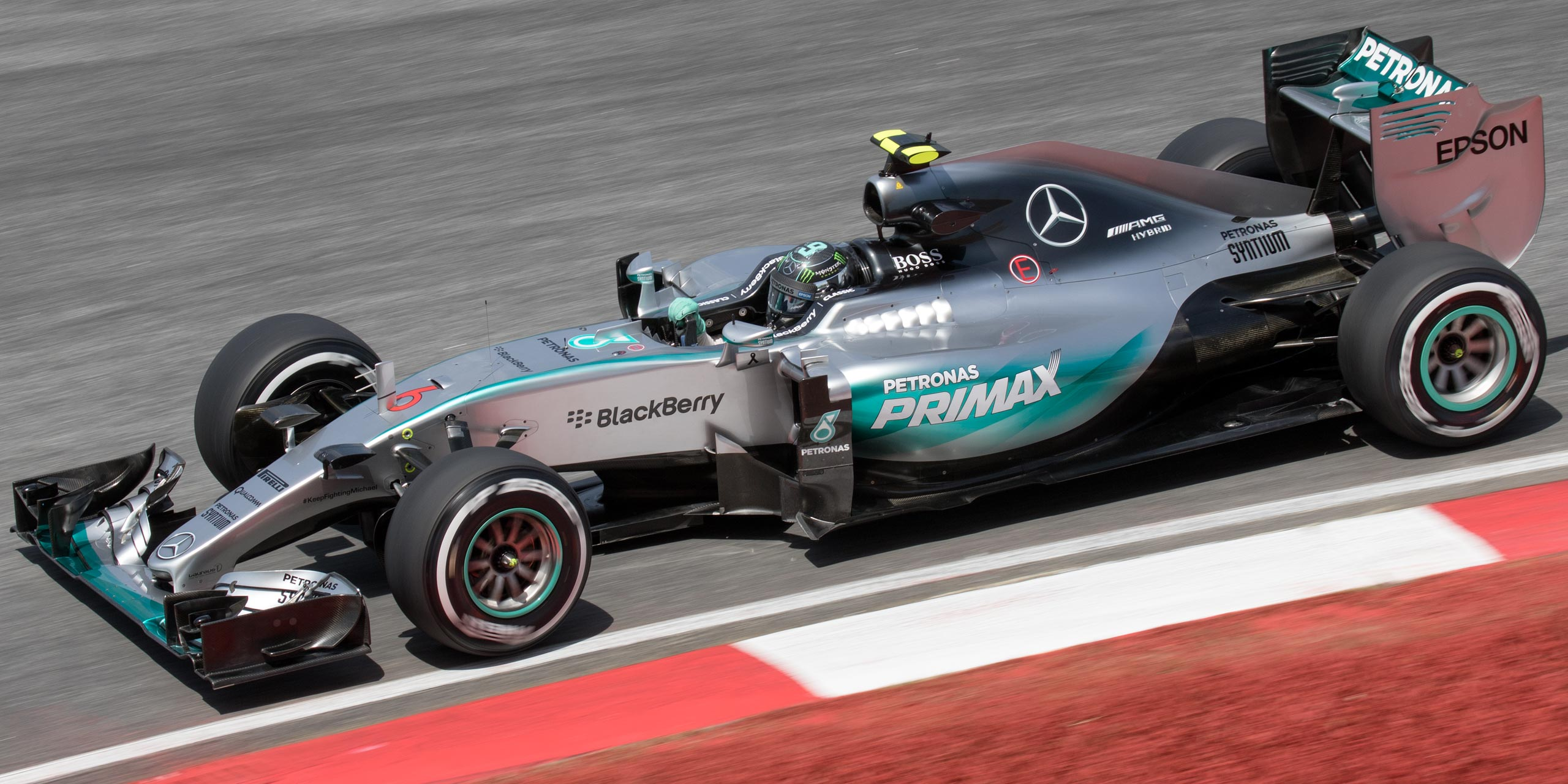
Nico Rosberg 2015

Der Beginn der 2010er-Jahre war gekennzeichnet durch eine Fülle von Regeländerungen. In der Saison 2010 wurde das Punktesystem angepasst. Für einen Sieg gab es nun 25 Punkte und erstmals erhielt auch der Zehntplatzierte einen Punkt. Das seit 1994 erlaubte Nachtanken während des Rennens wurde aus Sicherheitsgründen wieder verboten. In der Saison 2011 wurde der verstellbare Heckflügel, auch Drag Reduction System (DRS) genannt, eingeführt. Dadurch besitzt der Fahrer die Möglichkeit, den Heckflügel seines Fahrzeugs an ausgewählten Stellen und bei einem Rückstand auf den vorausfahrenden Fahrer von weniger als eine Sekunde, flacher zu stellen, was eine höhere Endgeschwindigkeit zur Folge hat. Eine weitere Neuerung dieser Saison war der von Pirelli hergestellte Einheitsreifen.
Die Saison 2014 kennzeichnet einen der stärksten Einschnitte des Regelwerks in diesem Sport. Statt der seit 2006 verwendeten 2,4-Liter-V8-Motoren sind nun nur noch V6-Turbo-Motoren mit 1,6 Litern Hubraum statthaft. Zudem ist der maximale Treibstoff-Durchfluss auf 100 kg/h und der Treibstoffverbrauch auf 100 kg pro Rennen limitiert. Weitere Änderungen betreffen das Energierückgewinnungssystem, bisher KERS genannt: Neben der kinetischen Energierückgewinnung (ERS-K) wird durch ein zusätzliches System ERS-H die Abwärme vom Motor über den Turbolader zur Energiegewinnung genutzt. Zudem wurde für die Saison 2014 das Punktesystem leicht abgewandelt, im letzten Rennen wurden doppelt so viele Punkte wie sonst üblich vergeben. Diese Regelung wurde nach der Saison 2014 wieder abgeschafft, sodass es ab der Formel-1-Weltmeisterschaft 2015 im letzten Rennen wieder die normale Punktevergabe gibt.
Beim ersten Rennen in Australien der Saison 2015 wurde durch Max Verstappen der Rekord für den jüngsten Starter bei einem Formel-1-Rennen aufgestellt. Am Renntag war der für Toro Rosso fahrende Verstappen 17 Jahre und 166 Tage alt. Bereits am Freitag vor dem Großen Preis von Japan 2014 hatte Verstappen mit 17 Jahren und drei Tagen sein Trainingsdebüt für Toro Rosso.
Zur Saison 2016 wurden die Regel zur Erteilung einer Superlizenz angepasst. Unter anderem muss der Fahrer hierfür mindestens 18 Jahre alt sein.
Zur Saison 2017 trat ein weitreichend geändertes technisches Reglement in Kraft, mit dem beabsichtigt wurde, die Fahrzeuge spektakulärer und deutlich schneller werden zu lassen. Bereits 2015 wurden als Ziel fünf bis sechs Sekunden schnellere Rundenzeiten ausgegeben. Die Maximalbreite der Fahrzeuge wurde auf 2000 mm erhöht, außerdem dürfen Front- und Heckflügel sowie der Diffusor deutlich größer sein. Zusätzlich zu diesen aerodynamischen Maßnahmen wurde die Reifenbreite auf 305 mm an der Vorderachse und 405 mm an der Hinterachse vergrößert, um auch den mechanischen Grip der Fahrzeuge zu erhöhen. Da diese Maßnahmen einen erhöhten Verbrauch zur Folge haben, wurde der erlaubte Tankinhalt auf maximal 105 kg Kraftstoff (vorher 100 kg) erhöht.
Zur Formel-1-Weltmeisterschaft 2018 wurde als Folge eines Unfalls im Jahre 2014, bei dem der Fahrer Jules Bianchi tödlich verunglückte, ein Überrollbügel, genannt Halo-System, eingeführt, der den Fahrer vor Kopfverletzungen schützen soll.
In wirtschaftlicher Hinsicht sahen die 2010er Jahre eine graduelle Rückkehr des Einflusses von Automobilkonzernen, der sich jedoch nicht auf dem Niveau der 2000er Jahre bewegte. Anführend war hier das in der zweiten Hälfte des Jahrzehnts dominante Mercedes-Team, dahinter belebte Renault 2016 sein Werksteam neu, das in den Vorjahren als Lotus F1 einen wirtschaftlichen und sportlichen Abstieg erlebt hatte. Weitere Engagements erstreckten sich dagegen aber nur auf bloßes Titelsponsoring, so etwa im Falle von Caterham oder dem ab 2019 als Alfa Romeo firmierenden Sauber-Team. Beide Engagements hatten keinerlei technischen Bezug zu den jeweiligen Automobilherstellern.
Ebenso prägend für die 2010er Jahre war wiederum die gemeinsame Nutzung von Motoren desselben Herstellers durch mehrere verschiedene Teams, nachdem im vorigen Jahrzehnt noch exklusive Motorenpartnerschaften der Schlüssel zum Erfolg gewesen waren. Hatte es 2007–2009 noch 5–7 verschiedene Motorenhersteller gegeben, so versorgten ab 2010 pro Saison jeweils nur 3–4 Motorenhersteller das gesamte Teilnehmerfeld. Dies waren jeweils Mercedes, Ferrari, Cosworth (bis 2013), Renault und Honda (ab 2015). Abweichende Bezeichnungen ergaben sich auch hier lediglich durch Namenssponsoring, so 2016–2018 bei Red Bull (TAG Heuer für Renault-Motoren) oder 2019 bei Racing Point (BWT für Mercedes).
Bei den Austragungsorten setzte sich die Tendenz aus dem Vorjahrzehnt hingegen fort – es kamen immer weitere vorwiegend asiatische Länder als Veranstalter von Großen Preisen hinzu, im Einzelnen Korea (2010–2013), Indien (2011–2013), Russland (seit 2014) und Aserbaidschan (2016 als Großer Preis von Europa, danach als Großer Preis von Aserbaidschan). Daneben kehrten auch die Großen Preise der USA (seit 2012), von Mexiko (seit 2015) und Frankreich (seit 2018) wieder dauerhaft in den Kalender zurück. Im Unterschied zur vorherigen Dekade entfielen dafür aber kaum Rennen, sodass stattdessen die Saisons eine Rekordanzahl an Läufen umfassten – in den Saisons 2016, 2018 und 2019 wurden bis dahin nie gekannte 21 Läufe gefahren.
In den Jahren 2010 bis 2013 gewann Sebastian Vettel vier Fahrer-Weltmeisterschaften in Folge. 2014, 2015, 2017 bis 2020 gewann Lewis Hamilton sowie 2016 Nico Rosberg die Fahrermeisterschaft. Bei den Teams dominierte zunächst Red Bull Racing mit vier Titeln in Folge (2010–2013), seither gingen die folgenden sieben Titel an das 2010 durch die Übernahme des Brawn-Rennstalls entstandene Mercedes AMG F1 Team (2014–2020).

### Die 2020er-Jahre
Die Saison im Jahr 2020 wurde von der COVID-19-Krise überschattet. Der Saisonstart wurde am 13. März aufgrund der COVID-19-Pandemie verschoben und fand am 5. Juli im österreichischen Spielberg statt. Am 17. Dezember 2020 bestätigte die FIA den Rennkalender für die Saison 2021 mit einer Rekord-Anzahl von 23 Rennen, von denen schließlich 22 auch ausgetragen wurden.
2021 gewann Max Verstappen mit Red Bull Racing erstmals die Fahrer-Weltmeisterschaft und wurde somit der erste niederländische Formel-1-Weltmeister der Geschichte.
Zur Saison 2022 wurden umfangreiche Regeländerungen umgesetzt. Waren bereits im Jahr 2021 die Teambudgets (exklusive der Gehälter der Fahrer, die der drei bestverdienenden Mitarbeiter und der Aufwand fürs Marketing) gedeckelt worden, um vermögenden Rennställen den Wettbewerbsvorteil zu nehmen, wurden für die Saison 2022 neben der Reifen- und Flügelgröße auch viele Teile der Karosserie geändert. Diese verpflichtende Umgestaltung umfassten die Front- und Heckflügel ebenso wie den Unterboden und die Seitenkästen. Die Bereiche, in denen die Ingenieure und Designer Gestaltungsspielraum haben, und nicht den strikten Vorgaben zu Abmessungen und Geometrie folgen müssen, schrumpften laut Angaben eines Rennstalls auf 15 Prozent des alten Reglements. Diese Reglementierungen wurden u. a. aus der Absicht heraus vorgenommen, die Effekte der Dirty Air zu minimieren und damit einhergehend das Überholen aus dem Windschatten heraus zu erleichtern, um die Spannung der Grands Prix zu erhöhen. Zusätzlich wurde die Zeit, die ein Team im Windkanal testen darf, zugunsten einer ausgeglichenen Wettbewerbsfähigkeit reglementiert: Je schlechter ein Team in der vorherigen Saison abschnitt, desto mehr Zeit wird dem Team im Windkanal zum Testen zuteil. Als Folge des umstrittenen Saisonfinales 2021 wurde außerdem entschieden, dass bei einem Einsatz des Safety-Cars alle überrundeten Fahrzeuge nicht hinter dem Safety-Car fahren, sondern diese Phase nutzen müssen, um zurückzurunden. Hinzu kommt, dass die Kommunikation zwischen Teams und Renndirektor ab der Saison 2022 während des Rennens deutlich eingeschränkt ist und zwei Rennleiter im Wechsel die Rennen einer Saison überwachen, statt wie zuvor einer.

### Reifen
Die Reifen gehören mittlerweile zu den wichtigsten Bestandteilen eines Formel-1-Autos. Der Grip, also die Haftung der Reifen, bestimmt wesentlich zum Beispiel die Kurvengeschwindigkeit, was wiederum die Gesamtzeit beeinflusst. Die Bedeutung guter Reifen wird auch darin deutlich, dass 2006 auf manchen Strecken mit vielen schnellen Kurven, wie beispielsweise dem Circuit de Catalunya, die Gesamtzeiten trotz Einführung etwa 200 PS schwächerer V8-Motoren im Vergleich zum Vorjahr nur unwesentlich gestiegen oder zum Teil sogar weiter gesunken sind.
Im Jahre 2005 waren Reifenwechsel während des Rennens verboten. Diese Anforderung stellte Reifenhersteller und Teams vor Probleme, die schließlich während des Grand Prix von Indianapolis eskalierten. Die Reifen von Michelin waren den Belastungen, die insbesondere in der Steilkurve entstanden, nicht gewachsen, und es kam im Training zu Reifendefekten, die unter anderem zu einem schweren Unfall von Ralf Schumacher führten. Nachdem Michelin das Problem nicht zeitgerecht hatte beheben können, wurde seitens des Reifenherstellers die Empfehlung gegeben, mit diesen Reifen nicht an den Start zu gehen. So kam es dazu, dass nur die sechs Fahrer von Ferrari, Jordan und Minardi, deren Boliden mit Bridgestone-Reifen ausgestattet waren, den Grand Prix bestritten. Das entsprechend langweilige Rennen wurde von den Zuschauern mit Unmutsäußerungen und Forderungen nach Rückzahlung des Eintrittsgeldes begleitet, zu der sich der Reifenhersteller Michelin schließlich auch bereit erklärte. Für die Formel-1-Weltmeisterschaft 2006 wurden Reifenwechsel während des Rennens wieder erlaubt. Zudem müssen seit der Saison 2006 V8-Motoren mit maximal 2,4 Liter Hubraum eingesetzt werden.
Die von 1998 bis 2008 eingesetzten Rillen-Pneus der Formel 1 ähnelten als Rennreifen in ihrer Variante für trockene Strecken eher Slicks und unterschieden sich somit stark von straßenzugelassenen Autoreifen.
Von 2007 bis 2010 war Bridgestone – nach dem Rückzug von Michelin – alleiniger Reifenfabrikant der Formel 1. Die weiche Reifenmischung wurde zur Unterscheidbarkeit für die Zuschauer mit einer weißen Rille markiert. Jeder Fahrer muss während eines Rennens mindestens einmal die weichen und einmal die harten Reifen benutzen. Diese Regel gilt allerdings nicht für Regenrennen.
Mit Beginn der Saison 2009 kommen die seit 1998 verbotenen profillosen Slicks wieder zum Einsatz. Anstelle einer weißen Rille kennzeichnen nun zwei grüne Linien an den Flanken der Reifen die weichere der beiden zur Verfügung stehenden Mischungen. Ihre optimale Betriebstemperatur liegt bei rund 95 Grad. Dazu gibt es weitere Varianten der etwa 1000 Euro teuren Reifen, die auf spezielle Wetter- und Streckenanforderungen zugeschnitten sind. Pro Fahrer stehen an einem Wochenende sieben Sätze Trockenreifen, vier Sätze Intermediates für gemischte Verhältnisse und drei Sätze Regenreifen für sehr nasse Fahrbahnen zur Verfügung. Für die Saison 2007 wurde für die Testfahrten die Anzahl an Reifen pro Team auf insgesamt 300 Satz und einer maximalen Test-Distanz von 30.000 Kilometer begrenzt.
Ursprünglich war auch geplant, das Vorwärmen der Reifen durch die bisher eingesetzten Heizdecken zu verbieten, obwohl die Piloten bereits mehrfach reklamierten, dass dann die Gefahr eines Drehers bereits in der Boxengasse bzw. der ersten Kurve bestehen würde. Während Reifenhersteller Bridgestone bereits darauf reagierte und verbesserte Reifenmischungen zum Test stellte, suchte die Fahrergewerkschaft GPDA nach einer gemeinsamen Linie. Dieses Vorhaben wurde inzwischen widerrufen.
Am 2. November 2009 gab Bridgestone bekannt, dass es das Engagement in der Formel 1 am Ende der Saison 2010 aufgeben werde. Als neuer alleiniger Reifenzulieferer ab der Formel-1-Weltmeisterschaft 2011 startete der italienische Reifenhersteller Pirelli.

### Aktuelle Formel-1-Reifen
Aktuell gibt es für jedes Rennwochenende drei Slicks, Reifen ohne Profil, und die beiden Regenreifen. Dabei stehen 6 verschiedene Reifen zur Auswahl. Pirelli wählt aus, welche drei Reifen verwendet werden. Zur Auswahl für Pirelli stehen die C0-, C1-, C2-, C3-, C4- und C5-Reifenmischungen. Es werden immer ein weicher Reifen (Soft), ein mittlerer Reifen (Medium) und ein harter Reifen (Hard) ausgewählt, die dann für die Teams zur Verfügung stehen. Bei diesen Reifenmischungen ist die C5-Mischung die weichste, welche aber auch nur die wenigsten Runden hält, die C0-Mischung die härteste. Diese ist die langsamste, sie hält aber auch die meisten Runden. Darauf müssen die Teams bei ihren Reifenstrategien achten. Bei den Regenreifen gibt es nicht so viel Auswahl. Hier stehen den Teams nur zwei verschiedene Reifen zur Verfügung. Der Reifen für eine sehr nasse (Wet) und eine nasse (Intermediate) Rennstrecke. Sie haben beide ein Profil um Wasser wegzudrängen.

### Technische Innovationen

Schema eines modernen Formel-1-Lenkrades

In der Formel 1 wurden eine Reihe technischer Innovationen wie elektronische Kupplung oder Datarecorder entwickelt und erprobt. Einiges davon, etwa doppelte Vorderachsen mit Vierradlenkung beim Tyrrell P34 von 1976, konnte sich aus technischen Gründen nicht durchsetzen. Entwicklungen wie die Aktive Radaufhängung wiederum verschafften einseitige Vorteile oder zusätzliche Unfallrisiken und wurden aus diesem Grunde verboten. Andere Innovationen wie Leichtbau mit Aluminium und Titan, Kohlenstofffaser-Werkstoffe, keramische Scheibenbremsen oder Drive-by-Wire waren wiederum vorher im Flugzeugbau üblich, gelangten aber über die Formel 1 erstmals in den Kfz-Bau. Aktuelle Neuerungen wie die pneumatisch unterstützte Ventilsteuerung werden dagegen auch für Serienmotoren diskutiert.
Erstmals in der Saison 2009 wurde ein als KERS bezeichnetes System zur Energierückgewinnung freigegeben, wie es ähnlich auch in Hybridfahrzeugen benutzt wird. Ab der Saison 2014 wird ein erweitertes Energy Recovery System (ERS) eingesetzt, das sowohl kinetische als auch thermische Energie rückgewinnt und pro Runde für 33 Sekunden zusätzliche 120 kW (163 PS) zur Verfügung stellt.

### Formel 1 in Zeiten des Klimawandels
In jüngster Zeit mehren sich die Forderungen nach Anpassung der Formel 1 an den Stand der Klimawissenschaften und die Entwicklungen im Bereich alternativer Antriebstechnologien, um den Klimaschutz voranzutreiben. Anfang der 2000er-Jahre setzte ein Rückzug vieler Sponsoren aus der Formel 1 ein, die sich stattdessen umweltfreundlicheren Sportarten zuwandten, was den früheren Formel-1-Fahrer Heinz-Harald Frentzen zu einem Fürsprecher zunächst hybrider, später elektrischer Antriebstechnologien im Motorsport werden ließ. Im Jahr 2008 ließ Frentzen auf eigene Kosten für das 24-Stunden-Rennen auf dem Nürburgring einen Gumpert Apollo auf einen Hybridantrieb umrüsten. Auch der ehemalige Rennfahrer Nico Rosberg äußerte sich im Jahr 2019 anlässlich des Weltwirtschaftsforums in Davos zur Klimakrise. Er fordert angesichts der globalen Erwärmung den Umstieg der Formel 1 auf Elektrofahrzeuge: „Wenn überall nur noch Elektroautos oder wasserstoffbetriebene Autos verkauft werden, dann kann die Formel 1 nicht weiter mit Verbrennungsmotoren fahren“. Mit der FIA-Formel-E-Meisterschaft existiert mittlerweile eine Rennklasse, die mit Fahrzeugen auf Basis von Elektromotoren betrieben wird.

### Unfälle

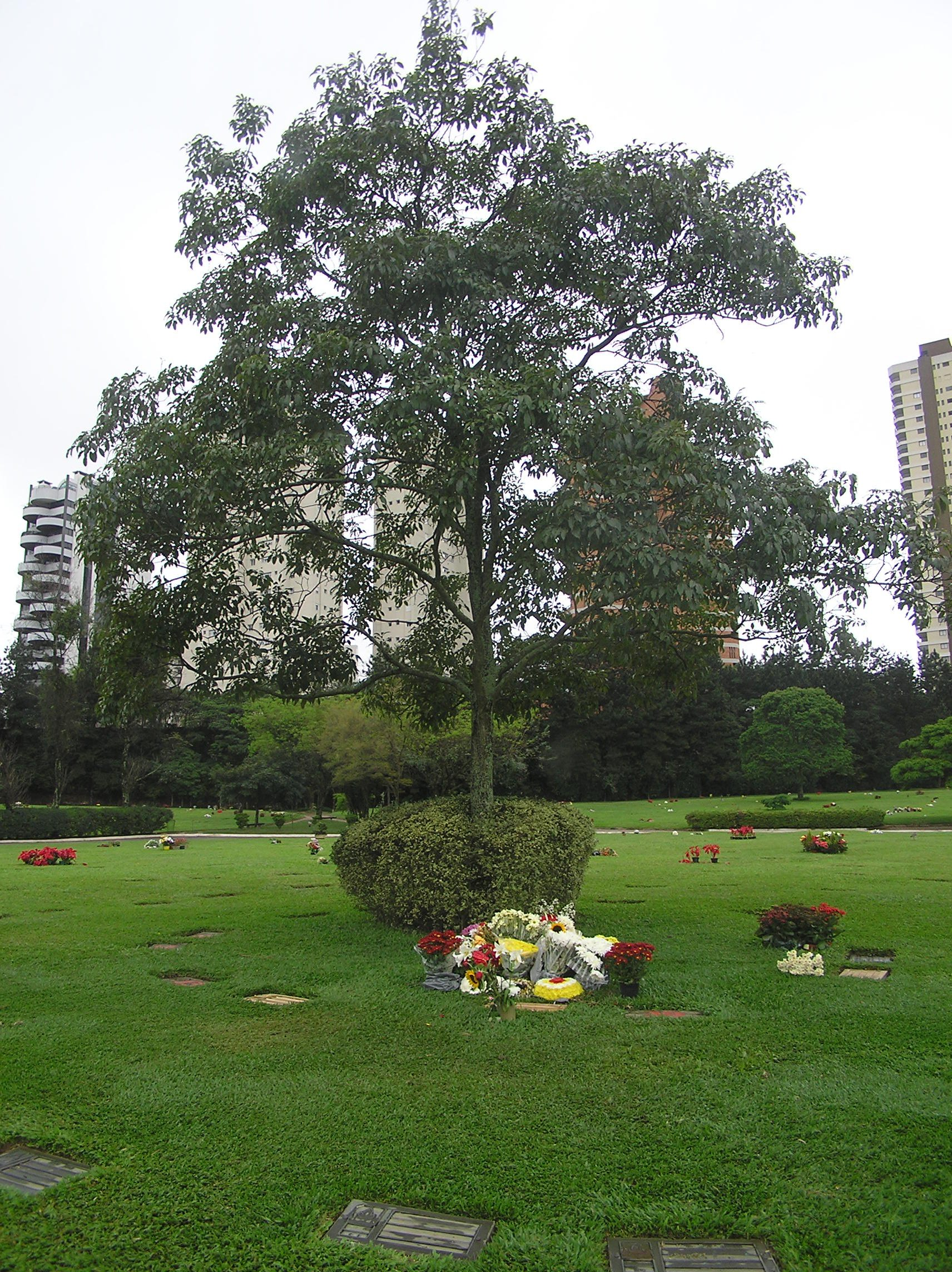
Das Grab Ayrton Sennas in São Paulo (BR)

Während der Trainingsrunden, Qualifikationen und Rennen der Formel-1-Grand-Prix gab es zahlreiche Unfälle, bei denen bisher insgesamt 27 Formel-1-Rennfahrer tödlich verunglückten. Weitere Rennfahrer starben bei Unfällen während Testfahrten sowie bei anderen Rennsportveranstaltungen (siehe auch Liste tödlich verunglückter Formel-1-Fahrer).
Wolfgang Graf Berghe von Trips verunglückte am 10. September 1961 beim Großen Preis von Italien in Monza nach einer Kollision mit Jim Clark tödlich. Bei diesem auch als „schwarze Stunde der Formel 1“ bezeichneten Unfall berührten sich der Ferrari von Berghe von Trips und der diesen vor der Parabolica-Kurve auf der Außenseite angreifende Lotus von Clark, wobei der Ferrari nach links von der Strecke schoss. Von Trips blieb keine Reaktionsmöglichkeit; sein Auto raste über den Seitenstreifen und quer den seitlichen Erdwall hinauf, was das anschließende Überschlagen des Ferrari auslöste. Trips wurde aus seinem Cockpit geschleudert und zog sich dabei tödliche Verletzungen zu, während sein Wagen den Drahtzaun niederwalzte und von den dahinter stehenden Zuschauern 15 tötete und 60 weitere verletzte.
Tragisch endete auch die Karriere von Jochen Rindt, der den Gewinn seiner Weltmeisterschaft nicht mehr erlebte. Rindt verunglückte beim Abschlusstraining zum Großen Preis von Italien in Monza am 5. September 1970 tödlich. Er ist der einzige Fahrer, der postum den Weltmeistertitel zuerkannt bekam.
Speziell in den 1970er-Jahren häuften sich aufgrund der inzwischen extrem schnell gewordenen Fahrzeuge Unfälle mit tragischem Ausgang, auch weil traditionsreiche Strecken wie Watkins Glen, Kyalami oder der alte Nürburgring in Sachen Sicherheit nicht mehr zeitgemäß waren. Ein Beispiel dafür ist der Tod des Briten Roger Williamson am 29. Juli 1973 beim Großen Preis der Niederlande in Zandvoort. Nach einem Reifendefekt geriet Williamson in der schnellen Rechtskurve vor dem Abschnitt Tunnel Oost von der Strecke, prallte heftig in die Leitplanken, die dort nicht ausreichend verankert waren, nachgaben und für Williamsons March wie eine Sprungrampe wirkten. Der Wagen rutschte kopfüber über die Strecke und fing Feuer. Da der March kopfüber lag und Williamson wohl eingeklemmt war, gelang es ihm nicht, sich selbst aus dem nun stärker brennenden Fahrzeug zu befreien. Die Streckenposten waren mit der Bergung des Fahrers überfordert, zu Hilfe eilenden Zuschauern wurde von Polizisten der Zugang zur Unfallstelle verwehrt. Einzig David Purley versuchte, allerdings vergeblich, seinem Fahrerkollegen zu helfen. Als nach mehreren Minuten die Feuerwehr eintraf, war Williamson bereits tot: das Einatmen der heißen Gase war ihm letztlich zum Verhängnis geworden.
1977 verlor auch der Waliser Tom Pryce bei einem Unfall sein Leben. Zwei Streckenposten überquerten beim Großen Preis von Südafrika in Kyalami die Rennstrecke an einer unübersichtlichen Stelle, um ein Feuer an dem liegen gebliebenen Fahrzeug von Renzo Zorzi zu löschen. Da die Unfallstelle direkt hinter einer leichten Kuppe lag, waren die Marshals für die herannahenden Wagen nicht zu sehen. Pryce hatte keine Chance zu reagieren und erfasste einen der beiden Streckenposten mit rund 280 km/h. Pilot und Helfer waren sofort tot, da der 20 kg schwere Feuerlöscher des 19-jährigen Streckenpostens Frederick Jansen Van Vuuren den Rennfahrer am Kopf traf. Das Wrack von Pryce raste weiter unkontrolliert die Start- und Zielgerade herunter, bis es mit dem Fahrzeug von Jacques Laffite kollidierte.
Nach weiteren schweren Unfällen wurde auf Initiative der Fahrer selbst die aktive und passive Sicherheit in der Formel 1 seit Ende der 1970er kontinuierlich verbessert.

Die Streckenführung der Rennstrecke in Imola wurde aufgrund des Großen Preises von San Marino 1994 stark angepasst

Die größte Häufung von schweren Unfällen in der jüngeren Formel-1-Geschichte ereignete sich beim Großen Preis von San Marino 1994. Im Freien Training hatte der Brasilianer Rubens Barrichello einen Unfall, bei dem er sich die Nase brach. Barrichello verlor in der vorletzten Kurve die Kontrolle über seinen Wagen, hob ab und blieb kurz mit der Front seines Wagens in den Reifenstapeln hängen, wodurch dieser sich überschlug und danach kopfüber liegen blieb. Beim ersten Abschlusstraining am Samstag verunglückte dann der Österreicher Roland Ratzenberger tödlich. Der Frontflügel seines Simtek-Ford hielt der Belastung nicht stand und brach, so dass Ratzenbergers Wagen der Lenkbewegung aufgrund des fehlenden Abtriebs nicht mehr folgte und mit etwa 300 km/h in eine Betonmauer raste. Das Wrack wurde auf die Strecke zurück geschleudert, der Österreicher war aufgrund eines Genickbruchs sofort tot. Während des Rennstarts am Sonntag gab es einen weiteren Unfall, bei dem mehrere Zuschauer auf der Haupttribüne durch umherfliegende Teile verletzt wurden: Der Benetton-Ford des Finnen JJ Lehto war am Start stehengeblieben. Pedro Lamy im Lotus-Mugen sah dies wegen der vor ihm fahrenden Autos zu spät und raste nahezu ungebremst auf das stehen gebliebene Fahrzeug. Es folgte eine Neutralisierung des Rennens durch das Safety-Car bis zur sechsten Runde. Nach dem Re-Start kam der Rennwagen des führenden Ayrton Senna in der Tamburello-Kurve von der Strecke ab und prallte mit etwa 240 km/h gegen eine die Strecke begrenzende Betonmauer. Eine abgebrochene Fahrwerksstrebe durchschlug dabei das Helmvisier und fügte Senna tödliche Kopfverletzungen zu. Die Unfallursache wurde bis heute nicht eindeutig geklärt. Vermutungen zufolge könnte ein Bruch der Lenksäule dazu geführt haben. Nicht auszuschließen ist aber auch ein plötzlicher Abriss des Anpressdrucks aufgrund einer Bodenwelle. Zehn Runden vor Ende des Rennens verlor auch noch Michele Alboretos Minardi beim Verlassen der Boxengasse sein rechtes Hinterrad, zwei Ferrari- und zwei Lotus-Mechaniker wurden von dem losen Rad getroffen und verletzt.
Wenige Tage darauf kam es im Rahmen des Großen Preises von Monaco zu einem schweren Unfall von Karl Wendlinger, der eine lebensgefährliche Hirnprellung davontrug.
Senna war lange Zeit der letzte Fahrer, der in einem Formel-1-Wagen im Rahmen der WM tödlich verunglückte. Auch in der Folgezeit waren immer wieder spektakuläre Unfälle zu beobachten, bei denen jedoch bis 2015 kein Fahrer mehr zu Tode kam. Das ist auch der enormen Verbesserung der Sicherheit zu verdanken, die vor allem in den letzten 15 Jahren von der FIA betrieben wurde. Trotzdem konnten die Unfälle in Monza 2000 und Melbourne 2001, bei denen jeweils die Streckenposten Paolo Gislimberti und Graham Beveridge durch ein weggeschleudertes Rad tödlich verletzt wurde, nicht verhindert werden. In der Zwischenzeit wurden aber auch die Sicherheitsvorkehrungen an den Rennstrecken erheblich verbessert.
Der Unfall des Polen Robert Kubica in der Saison 2007 dokumentiert, wie sicher die Monocoques der Formel 1 mittlerweile sind. Während des GP von Kanada war Kubica in Folge einer Berührung mit dem Hinterrad seines Konkurrenten Jarno Trulli von der Strecke abgekommen und in einem ungünstigen, stumpfen Winkel in die Streckenbegrenzung eingeschlagen. Der Wagen Kubicas wurde in der Folge über die Rennstrecke zurückgeschleudert und überschlug sich dabei, bis er schließlich auf der anderen Seite erneut einschlug und als völlig zerstörtes Wrack liegen blieb. Kubica gab zunächst keine Lebenszeichen mehr von sich, zu guter Letzt kam er aber mit Prellungen sehr glimpflich davon.
Beim Qualifikationstraining zum Großen Preis von Ungarn 2009 schlug Felipe Massa bei voller Fahrt eine Stahlfeder gegen den Helm, wodurch er bewusstlos mit großer Wucht in die aus Reifenstapeln bestehende Streckenbegrenzung prallte. Bei dem Unglück zog er sich Verletzungen am Gehirn, am Schädel und an der Stirn zu. Er konnte für den Rest der Saison kein Rennen mehr fahren.
Der letzte tödliche Unfall ereignete sich am 5. Oktober 2014 beim Großen Preis von Japan. Jules Bianchi kam auf regennasser Fahrbahn von der Strecke ab und rutschte unter ein Bergungsfahrzeug, das gerade an dieser Stelle das zuvor verunglückte Fahrzeug von Adrian Sutil barg. Bianchi lag hiernach im Koma und verstarb am 17. Juli 2015 in einem Krankenhaus in Nizza.
Romain Grosjean überlebte beim Großen Preis von Bahrain 2020 einen schweren Feuerunfall mit nur leichten Verletzungen. Sein Fahrzeug war nach einem Kontakt mit Daniil Kwjat nahezu frontal und mit 221 km/h in eine Leitplanke geprallt und durchschlug diese. Das Auto riss entzwei und auslaufendes Benzin entfachte sofort ein großes Feuer. Grosjean entkam dem Wrack nach 28 Sekunden in den Flammen aus eigener Kraft; er erlitt unter anderem leichte Verbrennungen an den Händen und diverse Prellungen.
Siehe auch: Liste unterbrochener und abgebrochener Rennen der Formel 1

## Reglement
Die gesamte Entwicklung des Formel-1-Regelwerks zeigen die Formel-1-Regeln.

### Aktuelles Reglement
Um höhere Zuschauerquoten zu erzielen, wurde der Qualifying-Modus zu Beginn der Saison 2006 in einen dreigeteilten Modus mit Ausscheidungsverfahren geändert, der größtenteils auch noch weiterhin gültig ist:
1. In den ersten 18 (bis 2013: 20) Minuten des Qualifyings dürfen alle Fahrer mit der Spritmenge ihrer Wahl starten. Jeder Fahrer darf in dieser Zeit beliebig viele Runden fahren, dabei wird eine Rangliste bezüglich der gefahrenen Rundenzeiten aufgestellt. Die fünf (2010 bis 2012: sieben) schlechtestplatzierten Fahrer dürfen an den folgenden Ausscheidungsrunden nicht mehr teilnehmen.
2. In einem weiteren, 15-minütigen Durchgang werden nach dem gleichen Muster fünf (2010 bis 2012: sieben) weitere Piloten aus dem Starterfeld ausgesiebt, die somit im dritten Durchgang nicht mehr um bessere Startpositionen mitfahren dürfen.
3. Im dritten Durchgang werden innerhalb von 12 (bis 2013: 10) Minuten abschließend die Startplätze eins bis zehn ermittelt. Anschließend dürfen alle Piloten nachtanken, da das Nachtanken während des Rennens seit 2010 nicht mehr erlaubt ist.

Den Fahrern, die am dritten Qualifying-Abschnitt teilgenommen haben, wird seit der Saison 2014 nur für dieses Qualifying ein zusätzlicher weicher Reifensatz zur Verfügung gestellt. Die Fahrer mussten bis 2022 mit jenen Reifen ins Rennen starten, mit denen sie im zweiten Abschnitt ihre schnellste Zeit erzielt haben. Diese Regel entfiel bei einem Regenrennen oder Regenqualifying.
Während des gesamten Qualifyings herrschen Parc-Fermé-Bedingungen. Dies bedeutet, dass an den Wagen keine technischen Änderungen mehr vorgenommen werden dürfen, ausgenommen die Änderung der Spritmenge und Reifenwechsel innerhalb der ersten 30 Minuten. Piloten, die dabei ihre letzte gezeitete Runde nach Ende des eigentlichen Qualifyings beenden, müssen die so genannte Outlap zu Ende fahren, was die Rennstrategie beeinflussen kann.
Trockenreifen (Slicks) müssen seit 2009 kein Profil beziehungsweise keine Rillen mehr aufweisen. Der seit der Saison tätige Monopolist Pirelli als Reifenlieferant bietet pro Rennwochenende drei Trockenreifenmischungen an. Diese sind an der Flanke farblich gekennzeichnet, um dem Zuschauer einen besseren Überblick zu gestatten. Pro Rennwochenende stehen einem Fahrer maximal elf Sätze Trockenreifen, die das Team selbst mehrere Wochen im Voraus wählen darf, sowie vier Sätze Intermediates und drei Sätze Regenreifen zur Verfügung. Ein Reifensatz muss immer aus vier Reifen der gleichen Bauart bzw. Mischung bestehen. In den Trainings und im Qualifying steht den Fahrern die Reifenwahl frei, im Rennen müssen aber zwei verschiedene Mischungen für zumindest eine volle Runde zum Einsatz kommen. Für die Hinterreifen beträgt die maximale Breite seit 2017 405 Millimeter, für die Vorderreifen 305 Millimeter. Der maximale Raddurchmesser ist mit 660 Millimeter für Trockenreifen und 670 Millimeter für Regenreifen festgeschrieben.
2020 entfällt durch die wegen der COVID-19-Pandemie verkürzten Saison die freie Reifenwahl für die Teams.
Seit der Saison 2014 werden 1,6-Liter-V6-Turbo-Hybridantriebseinheiten eingesetzt. Bis 2005 waren 3,0-Liter-V10-Motoren im Einsatz. Als Treibstoff wird handelsübliches bleifreies Super-Plus-Benzin eingesetzt, dessen Menge seit 2017 auf 105 kg je Rennen begrenzt ist. Weitere Additive sind nur begrenzt zulässig. Die Anzahl der Motoren pro Rennsaison und Auto, die ein Team verwenden darf, wurde von ehemals acht zunächst auf fünf und 2015 auf vier reduziert. Seit 2018 sind nur noch drei Motoren (+Turbolader) erlaubt. Für jeden zusätzlich eingesetzten Motor werden die Fahrer des Teams im nächsten Rennen mit einer Rückversetzung um zehn Positionen in der Startaufstellung bestraft. Das Getriebe darf nach sechs Rennwochenenden ohne Strafe gewechselt werden. Sollte ein früherer Wechsel fällig werden, wird der Teilnehmer im nächsten Rennen mit einer Rückversetzung um fünf Positionen in der Startaufstellung bestraft.
Ein Mindestgewicht von 722 kg (Article 4.1 Technical Regulations) inkl. Fahrer und aller Flüssigkeiten darf am gesamten Rennwochenende nicht unterschritten werden.
Seit 2009 sind zwecks Kostensenkung private Testfahrten grundsätzlich verboten, es gibt im Vorfeld der Saison und nach mehreren Rennen lediglich offizielle Testfahrten, bei denen jedes Team ein Auto einsetzen darf.

### Motorenreglement seit 2014

Mit 3 bis 4 Hz blinkende „gelbe Flagge“ mit Safety-Car-Hinweis. Auf der gesamten Strecke herrscht Überholverbot.

Ursprünglich sollte im Rahmen mehrerer Regeländerungen die Formel 1 ab 2013 ein neues, günstigeres und ressourcenschonenderes Motorenkonzept bekommen. Hierzu war lange Zeit ein Reihenvierzylinder mit Turbolader im Gespräch. Da die Teams sich aber über dieses Konzept nicht mit der FIA einig wurden – Ferrari z. B. wollte keinen Vierzylinder aufgrund der fehlenden Nähe zu seinen Straßenfahrzeugen – wurde die Änderung auf 2014 verschoben. Auch technisch änderten sich noch Details. So wird jetzt ein V-Motor mit sechs Zylindern, 1,6 Litern Hubraum und Mono-Turbolader eingesetzt. Da es Sorgen seitens der Hersteller und auch der Rennstreckenbetreiber gab, dass mit dem neuen Motorenformat die typische Geräuschkulisse fehlt und somit weniger Zuschauer an die Strecke kommen würden, wurde die geplante Drehzahl von 12.000 auf 15.000 min−1 erhöht. Die Motorleistung der neuen Motoren wurde 2014 mit über 426 kW (580 PS) angegeben, zusätzlich wurde das KERS weiter zum ERS ausgebaut und durfte 120 kW (163 PS) Leistung abgeben. 2016 gab Mercedes als Gesamtleistung (inkl. ERS) bereits mehr als 662 kW (900 PS) an, im Laufe des Jahres 2017 sollen die Motoren mehr als 735 kW (1000 PS) Gesamtleistung liefern.
Der Benzinverbrauch wurde auf 100 kg pro Rennen, ab 2017 auf 105 kg begrenzt; der Minderverbrauch des V6 soll gegenüber dem V8 rund 35 Prozent betragen.

### Flaggenzeichen
Die Flaggenzeichen dienen zur Kommunikation zwischen den Streckenposten respektive der Rennleitung und den Fahrern, um diese beispielsweise rechtzeitig auf Gefahrensituationen hinzuweisen. Seit der Saison 2007 werden die Flaggen auch auf einem Display am Lenkrad angezeigt. Beim Großen Preis von Singapur 2008 – dem ersten Nachtrennen der Formel 1 – kamen erstmals die heute üblichen digitalen Flaggen (Matrix-Lichtanlagen mit der jeweiligen Flaggenfarbe) zum Einsatz.
Bei der Formel 1 gelten die von der FIA festgelegten internationalen Flaggenzeichen.

### Strafen
Wenn sich die Fahrer unerlaubt verhalten, zum Beispiel, wenn sie einen Frühstart verursachen oder die Geschwindigkeitsbegrenzung in der Boxengasse (80 km/h im Training bzw. 100 km/h im Rennen, jedoch durch die Rennkommissare teilweise auch niedriger angesetzt, wenn es die Bauart der Boxengasse erfordert) überschreiten, werden von der Rennleitung Strafen gegen sie verhängt.

### Punktesystem
| Platz            | 1950 bis 1959 | 1960 | 1961 bis 1990 | 1991 bis 2002 | 2003 bis 2009 | 2010 bis 2018 | 2019 bis 2024 | seit 2025 |
| ---------------- | ------------- | ---- | ------------- | ------------- | ------------- | ------------- | ------------- | --------- |
| 1.               | 8             | 8    | 9             | 10            | 10            | 25            | 25            | 25        |
| 2.               | 6             | 6    | 6             | 6             | 8             | 18            | 18            | 18        |
| 3.               | 4             | 4    | 4             | 4             | 6             | 15            | 15            | 15        |
| 4.               | 3             | 3    | 3             | 3             | 5             | 12            | 12            | 12        |
| 5.               | 2             | 2    | 2             | 2             | 4             | 10            | 10            | 10        |
| 6.               | –             | 1    | 1             | 1             | 3             | 8             | 8             | 8         |
| 7.               | –             | –    | –             | –             | 2             | 6             | 6             | 6         |
| 8.               | –             | –    | –             | –             | 1             | 4             | 4             | 4         |
| 9.               | –             | –    | –             | –             | –             | 2             | 2             | 2         |
| 10.              | –             | –    | –             | –             | –             | 1             | 1             | 1         |
| schnellste Runde | 1             | –    | –             | –             | –             | –             | 1             | –         |

Das Punktesystem dient in der Formel 1 wie in anderen Rennserien dazu, im Verlauf einer Saison den besten Fahrer und den besten Konstrukteur (Hersteller des Fahrzeugs, nicht immer identisch mit der Einsatzmannschaft, also dem Team) zu ermitteln. Für verschiedene Platzierungen im Rennen werden daher unterschiedlich viele Punkte vergeben. Die durch die Fahrer und Konstrukteure erzielten Punkte werden jeweils addiert. Am Ende einer Saison werden der Punktbeste unter den Fahrern sowie der Konstrukteur mit den meisten Zählern zu Weltmeistern erklärt. Die weiteren Platzierungen in der WM-Tabelle ergeben sich ebenfalls aus der Anzahl der Punkte. Haben zwei oder mehr Fahrer bzw. Konstrukteure gleich viele Punkte, entscheidet die Anzahl der Siege, der zweiten Plätzen usw. Sollten alle Resultate komplett identisch sein, bestimmt die FIA den Weltmeister laut den ihrer Meinung nach angemessenen Kriterien.
Von 1950 bis 1959 erhielten jeweils die ersten fünf platzierten Fahrer eines Grand-Prix-Rennens Weltmeisterschaftspunkte (Verteilung: 8–6–4–3–2). Der Pilot mit der schnellsten Rennrunde erhielt einen zusätzlichen Punkt. Ab 1960 fiel der Punkt für die schnellste Rennrunde weg, dafür erhielt der Sechstplatzierte einen Zähler. 1961 wurde der Sieg aufgewertet, statt der bisherigen acht gab es nun neun Punkte. Bis einschließlich 1990 blieb diese Punkteverteilung (9–6–4–3–2–1) gleich.
Zudem gab es von 1950 bis 1990 sogenannte Streichresultate. Das bedeutete, dass nicht alle Ergebnisse für die Weltmeisterschaft berücksichtigt wurden. In Abhängigkeit von der Anzahl an Saisonrennen zählten nur die besten x Resultate, wobei x im Laufe der Jahre eine Variable blieb. Lediglich zwischen 1981 und 1990 ergab sich eine gleichbleibende Regelung, nach der jeweils die besten elf Ergebnisse aus 15 oder 16 Rennen zählten.
Von 1950 bis 1953 wurden nur die besten vier Ergebnisse aus sieben bis neun Rennen berücksichtigt. 1954 bis 1957, 1959, 1961 bis 1962 sowie 1966 zählten dagegen die besten fünf Ergebnisse aus ebenfalls sieben bis neun Rennen. 1958, 1960 und 1963 bis 1965 wurden die besten sechs Ergebnisse aus zehn bis elf Rennen gewertet. In den Jahren 1967 bis 1978 wurde die Saison jeweils in zwei Hälften geteilt, wovon wiederum je ein Ergebnis nicht gewertet wurde. 1979 zählten nur jeweils vier Resultate jeder Saisonhälfte (aus 15 Rennen) und 1980 jeweils fünf (aus 14 Rennen).
So konnte es passieren, dass Fahrer in der Endabrechnung weniger Punkte für die Weltmeisterschaft angerechnet bekamen, als sie tatsächlich durch Platzierungen errungen hatten. Besondere Bedeutung hatte diese Regel im Jahr 1988, als Ayrton Senna seine erste Weltmeisterschaft mit 90 zu 87 Punkten gegen Alain Prost gewann. Ohne Streichresultate hätte sich ein Punktestand von 105 zu 94 zum Vorteil Prosts ergeben.
1991 wurde der Sieg nochmals auf zehn Punkte aufgewertet und die restliche Punkteverteilung blieb bestehen – allerdings fielen ab sofort die Streichresultate weg. Bis einschließlich 2002 galt der Verteilungsschlüssel 10–6–4–3–2–1. Von 2003 bis 2009 bekamen die acht Erstplatzierten Punkte, es galt der Schlüssel 10–8–6–5–4–3–2–1.
Ein Vorschlag zu einer erneuten Veränderung des Punktesystems, der in der Saison 2009 umgesetzt werden sollte, stammte von Bernie Ecclestone. Es sollten – wie beim Medaillensystem – nur noch die Anzahl der Siege für den zu vergebenden Weltmeistertitel ausschlaggebend sein. Der Fahrer mit den meisten Saisonsiegen wäre somit Weltmeister. Bei einem Gleichstand (ex aequo) zwischen zwei Piloten wäre die Anzahl an Punkten ausschlaggebend, genau wie für die weiteren Plätze. Nachdem sich die Formel-1-Teams (FOTA) einstimmig dagegen ausgesprochen hatten und da sie nötigenfalls einen Protest einlegen wollten, kündigte die FIA in einer Pressemitteilung an, in diesem Fall die Regeländerung bis zum Jahr 2010 zu verschieben.
Aufgrund des Teilnehmerfeldzuwachses von vier Autos wurde am 10. Dezember 2009 von der FIA ein neues Punktevergabesystem veranlasst. Anfangs war jedoch nicht klar, ob ein erweitertes Punktesystem 2010 tatsächlich angewendet werden sollte, da die FIA bei der Entscheidung über das neue System gegen das gültige Concorde Agreement verstoßen hatte. Demnach dürfen die Teams und die FIA nur über Regeländerungen entscheiden, die von der gemeinsamen Arbeitsgruppe vorgeschlagen wurden. Die FIA beschloss das neue System jedoch im Alleingang. Anfang Februar gab die FIA dann bekannt, dass das Punktesystem nach leichter Modifikation gültig ist.
2019 wurde der Zusatzpunkt für die schnellste Rennrunde wieder eingeführt, allerdings mit der zusätzlichen Voraussetzung, dass der betreffende Fahrer unter den ersten Zehn gewertet sein muss. Wird der jeweilige Fahrer außerhalb der ersten Zehn oder überhaupt nicht gewertet, entfällt der Zusatzpunkt. Zur Saison 2025 wurde der Zusatzpunkt wieder abgeschafft.
Grundsätzlich gilt unabhängig von der vergebenen Punktezahl, dass im Falle eines vorzeitig abgebrochenen Rennens (beispielsweise wegen starken Regens oder eines schweren Unfalls) die halben Punktezahlen vergeben werden, wenn der führende Fahrer mindestens zwei Runden absolviert hat und weniger als 75 Prozent der ursprünglich vorgesehenen Renndistanz erreicht wurden. In den 1950er-Jahren war es zudem möglich, im Falle eines vorzeitigen Ausfalles das Auto eines Teamkollegen zu übernehmen und damit das Rennen zu beenden. In diesem Falle wurden die Punkte zwischen den jeweiligen Fahrern ebenfalls geteilt. Gleiches galt, wenn mehrere Piloten zeitgleich die schnellste Rennrunde erzielt hatten. So kommt es, dass die Punktekonten früherer Fahrer ungewöhnliche Nachkommastellen aufweisen (zum Beispiel Juan Manuel Fangio mit 277,64 Punkten). 2014 galt für das Saisonfinale bei der Punktevergabe eine Ausnahme: Im letzten Rennen der Saison wurden die Punkte sowohl in der Fahrer- als auch in der Konstrukteursmeisterschaft verdoppelt (der Sieger erhielt somit bei voller Wertung 50 Punkte, der Zweitplatzierte 36 Punkte usw.).

### Teams und Finanzielles
Mit Inkrafttreten des Regelwerks 2021 wird den antretenden Teams erstmals eine Budgetbegrenzung in der Höhe von 145 Mio. US-Dollar auferlegt, wobei die Kosten für Fahrergehälter, Marketing und die drei höchsten Gehälter von Angestellten ausgenommen sind. Der Jahresetat eines Formel-1-Teams lag in der Saison 2016 zwischen etwa 90 und 470 Mio. Euro. Dabei verfügten die Teams Haas und Sauber über die geringsten Budgets und McLaren, Red Bull, Ferrari und Mercedes über die höchsten Budgets.

### Medienpräsenz
Im deutschsprachigen Raum wurde Training und Rennen bis 2020 von RTL live übertragen, mit Werbeunterbrechungen. Seit 2021 liegen die Rechte für die werbefreie Übertragung der Rennen bei Sky Deutschland; ein Abo ist notwendig. Dieses schließt Training (mit Werbung) und andere Berichte mit ein. 2021 und 2022 übertrug RTL je vier Rennläufe. Ab 2024 überträgt RTL dank einer Sublizenz wieder sieben Rennwochenenden im Free-TV. Zudem soll an jedem Wochenende das Qualifying oder das Sprintrennen auf der kostenpflichtigen Streaming-Plattform RTL+ gezeigt werden.
Die Übertragungsrechte für Österreich werden von ServusTV und ORF wahrgenommen. ServusTV und ORF teilen sich dabei die Übertragungen der Rennwochenenden jeweils zur Hälfte auf. Dieses Lizenzmodell ist bis 2026 abgeschlossen worden.

#### Fahrerkürzel
In den Tabellen und Fließtexten auf dem Bildschirm wird neben der Startnummer ein Kürzel verwendet, das meist aus den ersten drei Buchstaben des Nachnamens besteht: HAM für Hamilton, VER für Verstappen usw. Im Falle einer Übereinstimmung dieser drei Buchstaben wird einer (meist der Anfangs-) des Vornamens mit verwendet: MSC  und RSC für die Brüder Schumacher, wobei Mick Schumacher erst mit dem Aufstieg in die F1 von SCH zu MSC wechselte. Wenn die drei Anfangsbuchstaben nicht ausreichen, wird bei einem (dem Hinzukommer) der vierte statt des dritten genommen:  Verstappen begann mit VES, da Jean-Éric Vergne noch aktiv war (2015 und 2016 als Testfahrer).

## Organisation

### Verbände
Die sportliche Aufsicht obliegt allein der FIA, die die maßgeblichen Regeln festlegt: International Sporting Code (allgemeine Rennsportregeln), Formula One Sporting Regulations (Reglement des Ablaufs der Weltmeisterschaft und Einzelrennen) und Formula One Technical Regulations (Technische Vorgaben für die Fahrzeuge).
Als weitere Organisation existiert noch die Konstrukteurs-Vereinigung Formula One Constructors Association (FOCA), die früher die Aufgaben von FOA und FOM erfüllte, die ihre Bedeutung aber praktisch verloren hat. Die Verteilung der Einnahmen aus der Formel 1 an FIA, FOM/FOA und die Teams sowie weitere Vereinbarungen sind im nicht veröffentlichten so genannten Concorde Agreement geregelt. Dieses Werk wurde nach dem Sitz der FIA, der Place de la Concorde in Paris, benannt. 2008 gründeten die Formel-1-Teams die Formula One Teams Association (FOTA), um ihre Interessen bezüglich Reglement und Concorde-Agreement besser vertreten zu können. Die Fahrer vertreten ihre Interessen durch die Grand Prix Drivers’ Association (GPDA).

### Formula One Group
Die kommerziellen Vermarktungsrechte an der Rennsportserie wurden von der FIA an die Formula One Administration Ltd. (FOA) übertragen, die diese durch die Formula One Management Ltd. (FOM) ausüben lässt. Die beiden eingetragenen Unternehmen haben ihren Sitz in London (No. 2 St. James’s Market) und teilen sich diesen mit rund 14 weiteren eingetragenen Unternehmen, die im Sprachgebrauch der Besitzer als Formula One Group bezeichnet werden. Sowohl FOA als auch FOM wurden viele Jahrzehnte faktisch von Bernie Ecclestone kontrolliert, der somit maßgeblich die Formel 1 bestimmte.
Das FOM vermarktet die Fernseh- und Werberechte an den Formel-1-Veranstaltungen. Einen Teil der Einnahmen aus den Fernsehrechten erhalten die Formel-1-Teams. In der Saison 2005 teilten sich die zehn antretenden Teams 47 % der etwa 85 Mio. US-Dollar hohen Einnahmen.
Über ein Holdingkonstrukt wird die Unternehmensgruppe vom US-amerikanischen Medienunternehmen Liberty Media kontrolliert. Liberty übernahm im Januar 2017 die Gruppe, nachdem es bereits im September 2016 zunächst 18,7 Prozent der zuvor von CVC Capital Partners gehaltenen Anteile für 1,1 Milliarden US-Dollar übernommen hatte. Das Volumen des gesamten Geschäfts wird mit 8,0 Milliarden US$ angegeben. Davon ist ein Betrag von 4,4 Milliarden US$ (3,93 Milliarden Euro) als Kaufpreis vorgesehen. Hinzu kommen Schulden in annähernd gleicher Höhe, die Liberty übernahm.
Der Kauf, dem die FIA und die Europäische Wettbewerbsbehörde zustimmten, gilt als eines der größten Geschäfte der Sportgeschichte und zugleich als sehr einschneidendes Ereignis in der Formel-1-Entwicklung; Beobachter erwarteten eine Neuausrichtung der Vermarktung über digitale Medien, die von Liberty auch prompt umgesetzt wurde. Bernie Ecclestone wurde am 23. Januar 2017 als Geschäftsführer mit sofortiger Wirkung entlassen. Seine Nachfolge tritt Chase Carey an. Zur Seite steht ihm Ross Brawn als „Geschäftsführer Motorsport“. Der als „Geschäftsführer kommerzielle Angelegenheiten“ fungierende Sean Bratches trat im Januar 2020 überraschend zurück, die Stelle wurde nicht nachbesetzt.
Vor dem Kauf durch Liberty war die Formula One Group durch die auf Jersey registrierte Delta Topco kontrolliert worden. Diese besaß wiederum die Tochterunternehmen Alpha Prema und SLEC Holdings. Das komplizierte Konstrukt war durch mehrmalige Verkäufe von Anteilen und gemeinsame Investments verschiedener Akteure entstanden.
So war im Jahr 2005 die SLEC Holdings Besitzer der FOM. An den SLEC Holdings hielt Geschäftsführer Bernie Ecclestone etwa 25 % der Firmenanteile, weiterhin folgende Banken: BayernLB, Lehman Brothers und JPMorgan Chase. Die Formel-1-Teams besaßen nur einen Anteil, der mit einem Vetorecht versehen war. Die Kontrolle über den Bankenanteil lag seit dem 19. Oktober 2005 vorübergehend bei der BayernLB.
Am 25. November 2005 kaufte sich die Investmentgruppe CVC Capital Partners über die neu gegründete Firma Alpha Prema in die Slec Holdings ein. Alpha Prema übernahm dabei die 50 % der Bayerischen Landesbank und die 25 % von Bernie Ecclestones sogenannter Bambino Holding. Ecclestone und die Bambino Holding hielten daraufhin Anteile bei Alpha Prema. Der Vorstand setzte sich mutmaßlich aus dem Geschäftsführer Ecclestone, dem Slec-Holdings-Vorsitzenden Gerhard Gribkowsky, Donald Mackenzie von CVC und einem Mitarbeiter der Bambino-Holding zusammen. Die Vereinbarung war primär auf Betreiben Gribkowskys, einem Vorstandsmitglied der Bayerischen Landesbank, in die Wege geleitet worden. Ziel war es, die für die Bank branchenfremden Anteile an der Formel 1 ohne Verluste an einen seriösen Investor mit langfristigen Zielen und Erfahrungen im Motorsport zu veräußern. Angeblich hatte Ecclestone zuvor ein Angebot der asiatischen Investmentgruppe Hutchinson Whampoa über 1,2 Milliarden Euro abgelehnt.